# Географія Катару
Катар — західноазійська країна, що знаходиться на узбережжі Перської затоки Аравійського півострова . Загальна площа країни 11 586 км² (166-те місце у світі), з яких на суходіл припадає 11 586 км², а на поверхню внутрішніх вод — 0 км². Площа країни трохи менша за площу Закарпатської області України. 

## Етимологія
Офіційна назва — Держава Катар, Катар (араб. قطر , دولة قطر — Давлат Катар). Назва країни походить від давнього міста Кадара (сучасний Зубарах), важливого в стародавні часи торгового порту і міста в регіоні. Топонім Катара (лат. Catara) вперше з'являється на карті Птолемея у II столітті, можливо, його згадував Пліній Старший (I століття) під назвою Катаррей (лат. Catharrei).

## Географічне положення
Катар — західноазійська країна, що межує лише з однією державою: на півдні — з Саудівською Аравією, спільний державний кордон — 87 км. Катар омивається водами Перської затоки Індійського океану. Загальна довжина морського узбережжя 563 км.

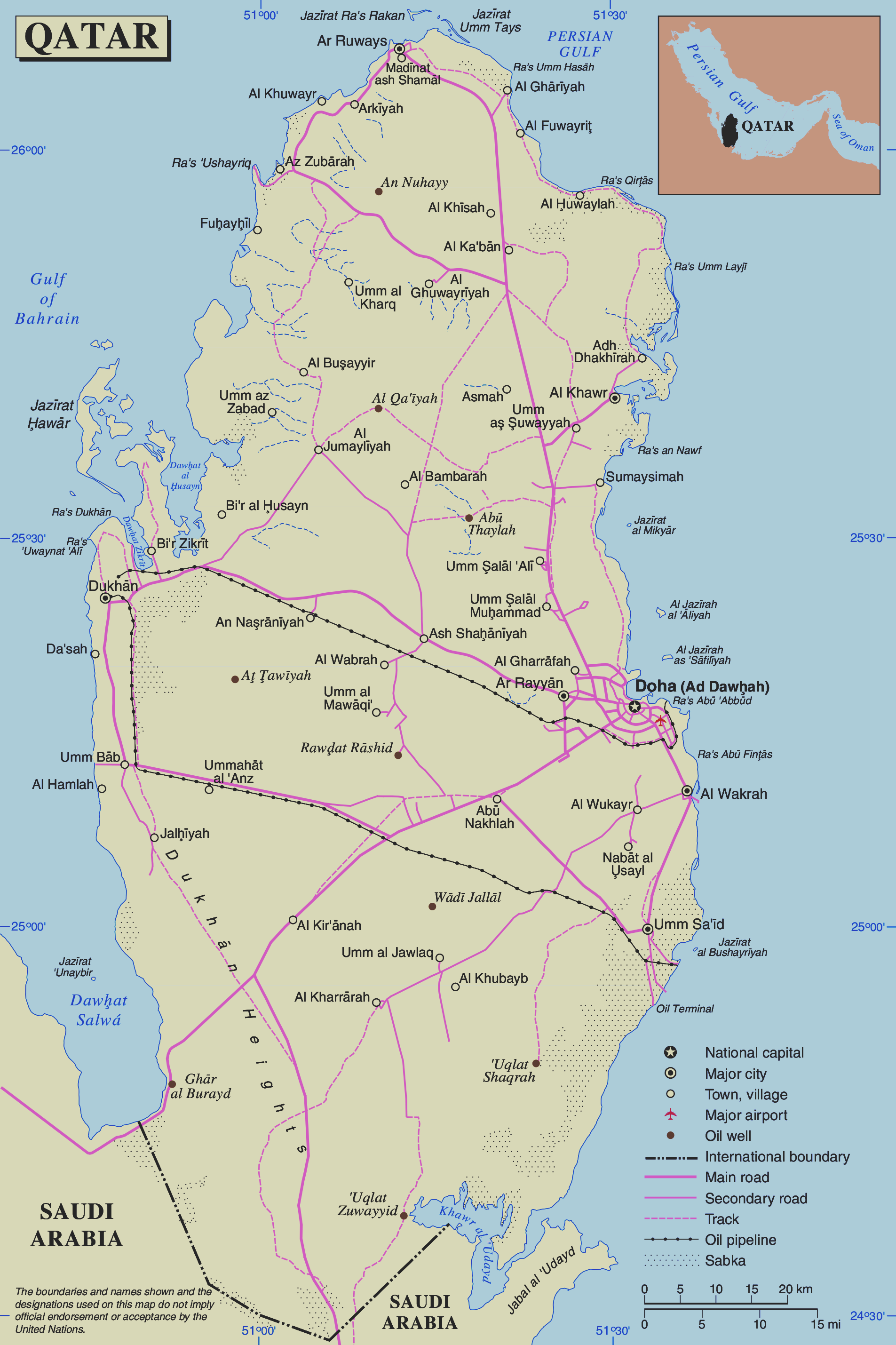
Карта Катару від ООН (англ.)
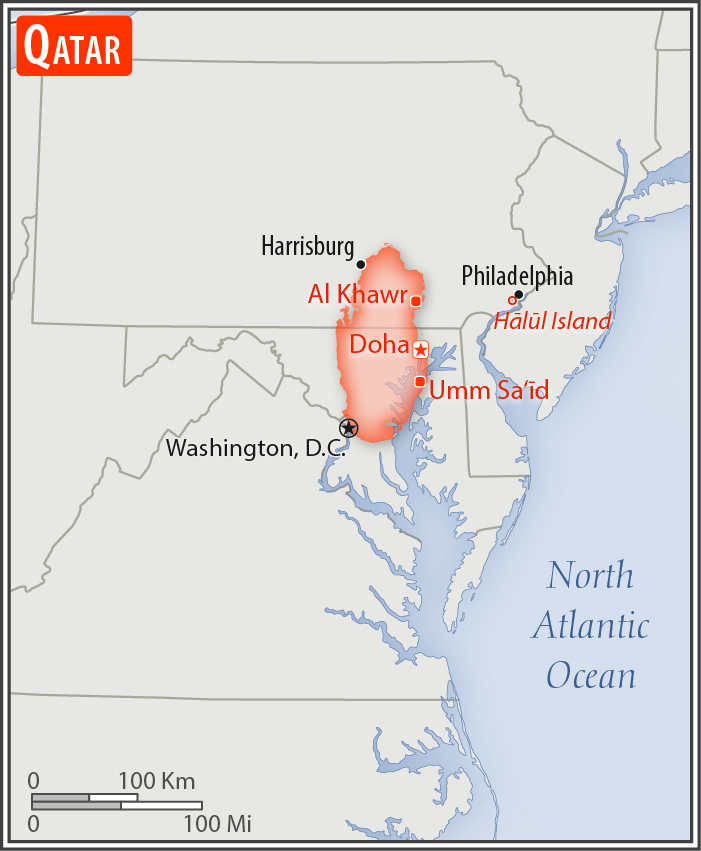
Порівняння розмірів території Катару та США

Згідно з Конвенцією Організації Об'єднаних Націй з морського права (UNCLOS) 1982 року, протяжність територіальних вод країни встановлено в 12 морських миль (22,2 км). Прилегла зона, що примикає до територіальних вод, в якій держава може здійснювати контроль необхідний для запобігання порушень митних, фіскальних, імміграційних або санітарних законів простягається на 24 морські милі (44,4 км) від узбережжя (стаття 33). Виключна економічна зона встановлена на двостороннє узгоджену відстань за серединними лініями.

### Час
Час у Катарі: UTC+3 (+1 година різниці часу з Києвом).

## Рельєф
Середні висоти — 28 м; найнижча точка — рівень вод Перської затоки (0 м); найвища точка — пагорб Туваїр-ель-Гамір (Курайн-Абу-ель-Баул, 103 м) на південному сході країни. Майже вся територія країни є пустелею. На півночі — низька піщана рівнина з рідкісними оазами, покрита рухомими (еоловими) пісками; у серединній частині півострова — кам'яниста пустеля з ділянками солончаків; на півдні — високі піщані горби.

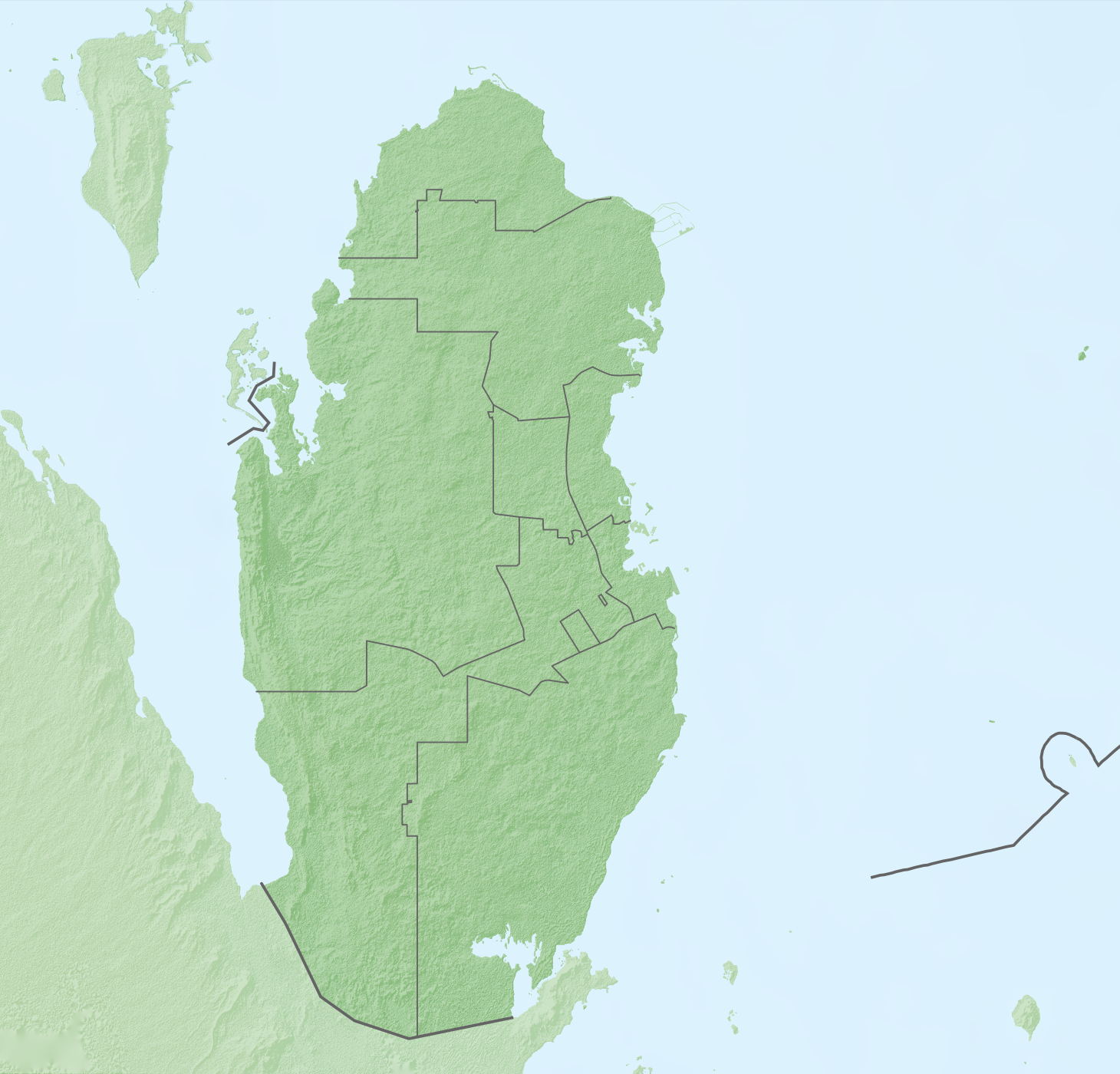
Рельєф Катару
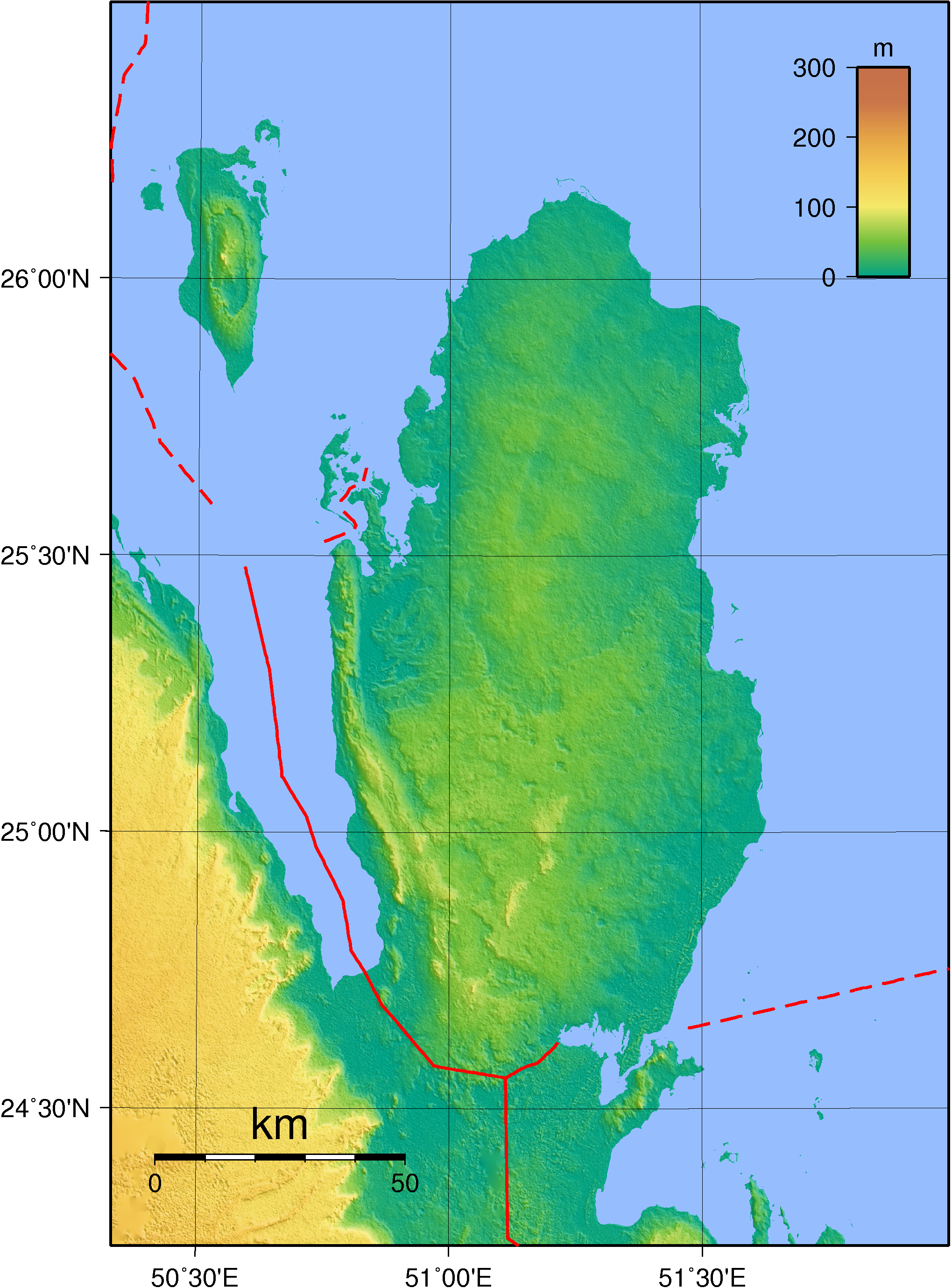
Гіпсометрична карта Катару
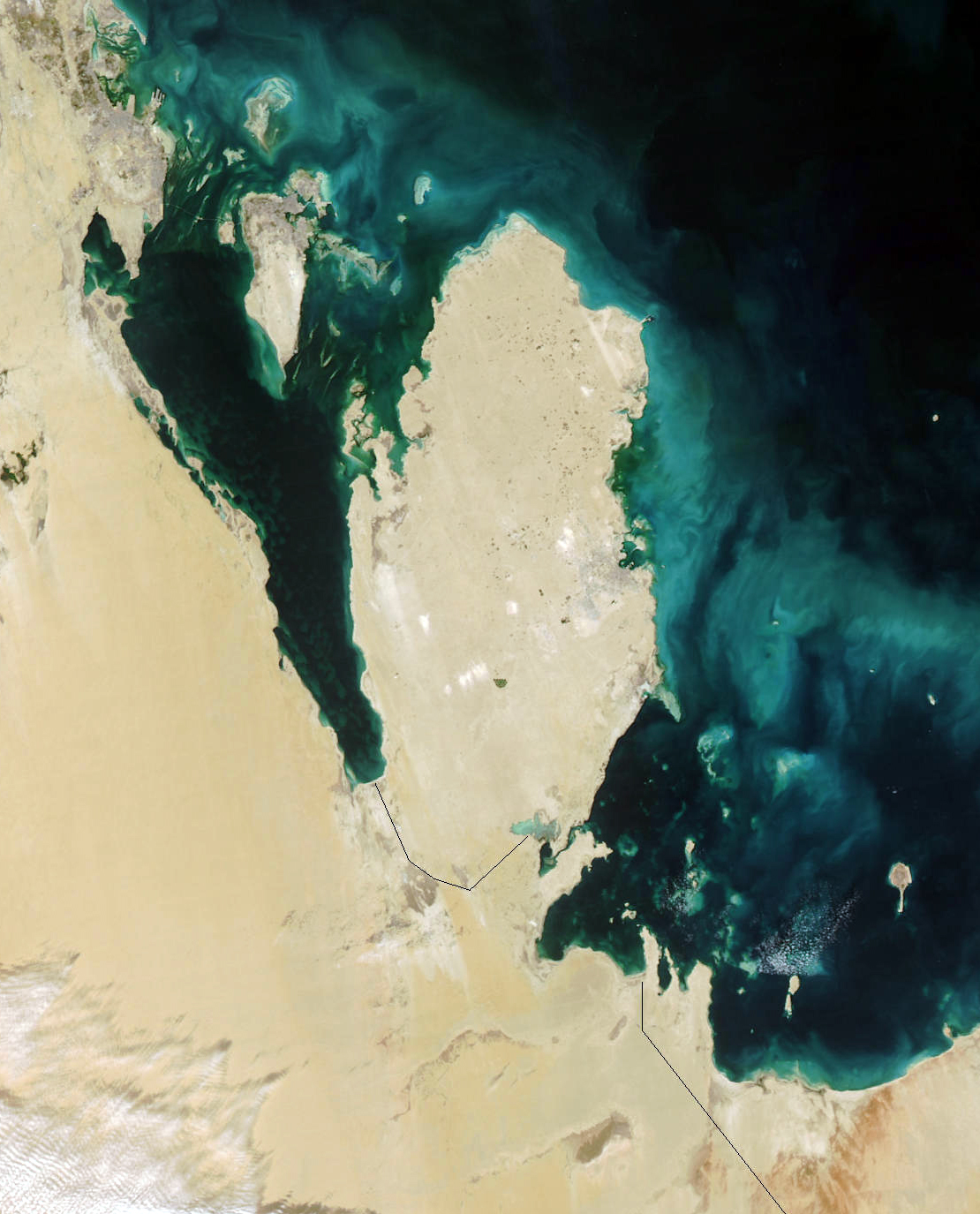
Супутниковий знімок поверхні країни
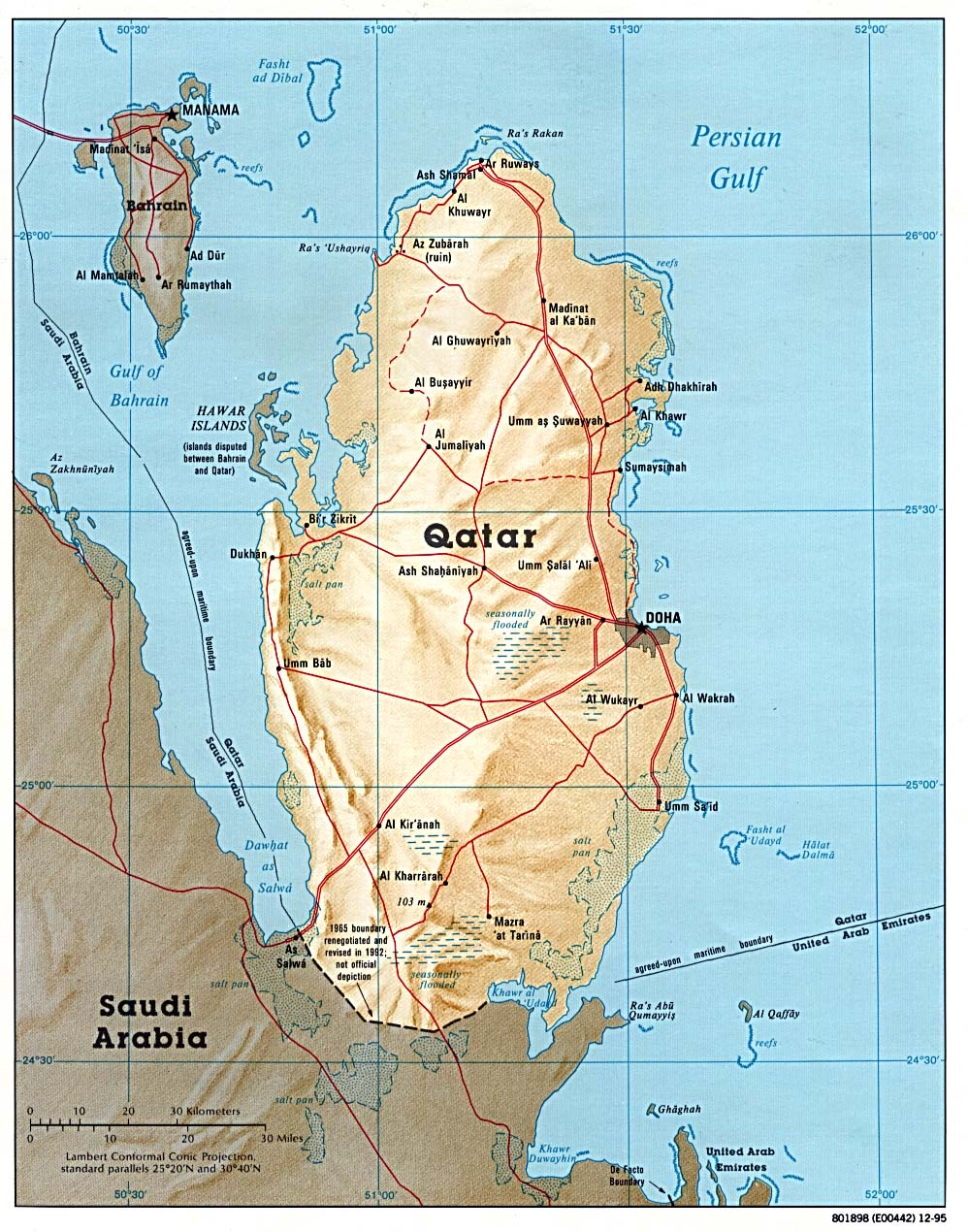
Карта країни (англ.)

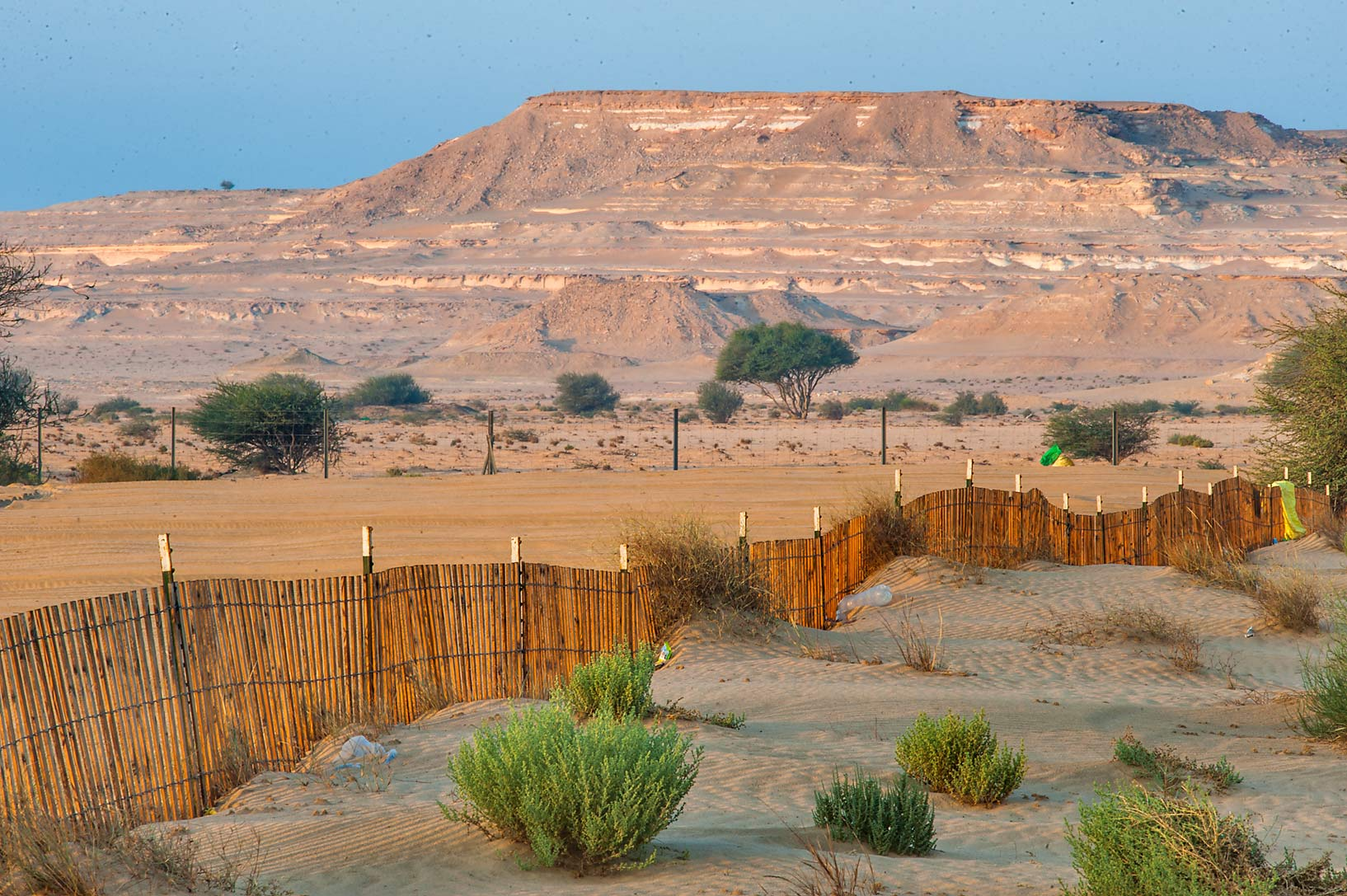
Гори Накш
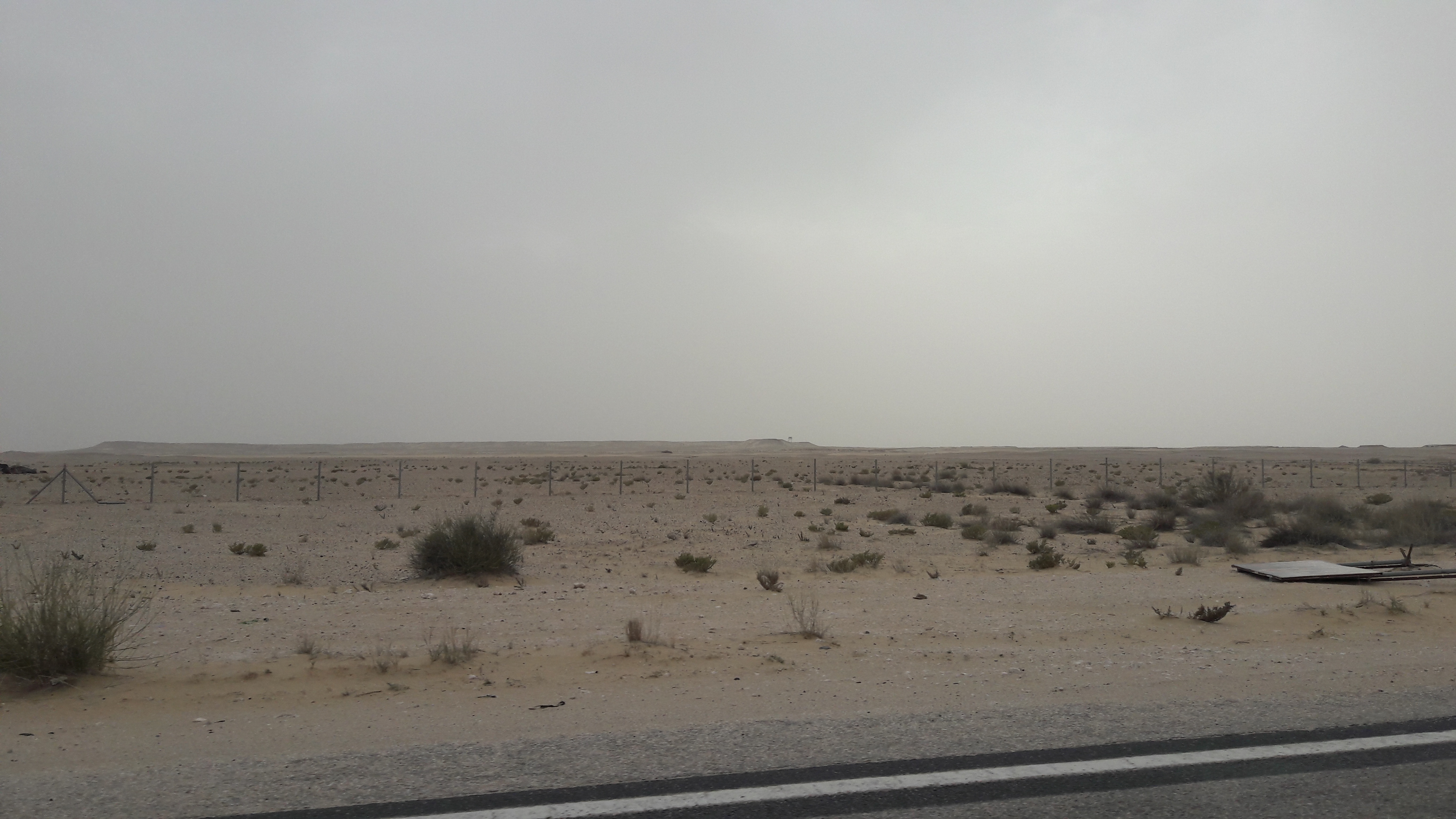
Пагорб Туваїр-ель-Гамір
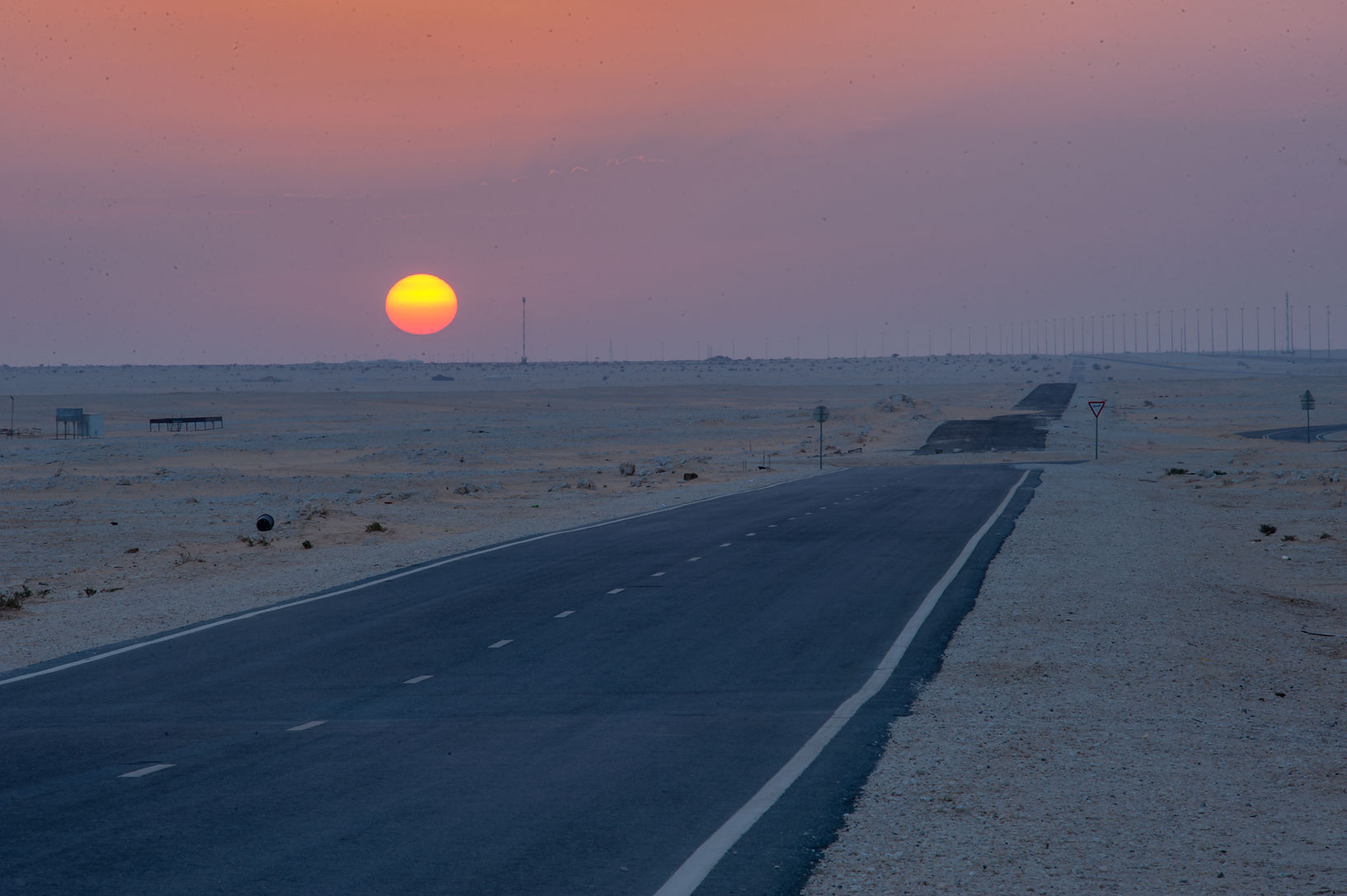
Типовий ландшафт Катару
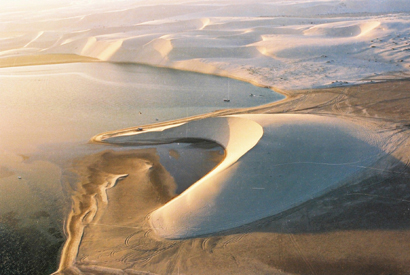
Піщані дюни Хавр-ель-Удейду
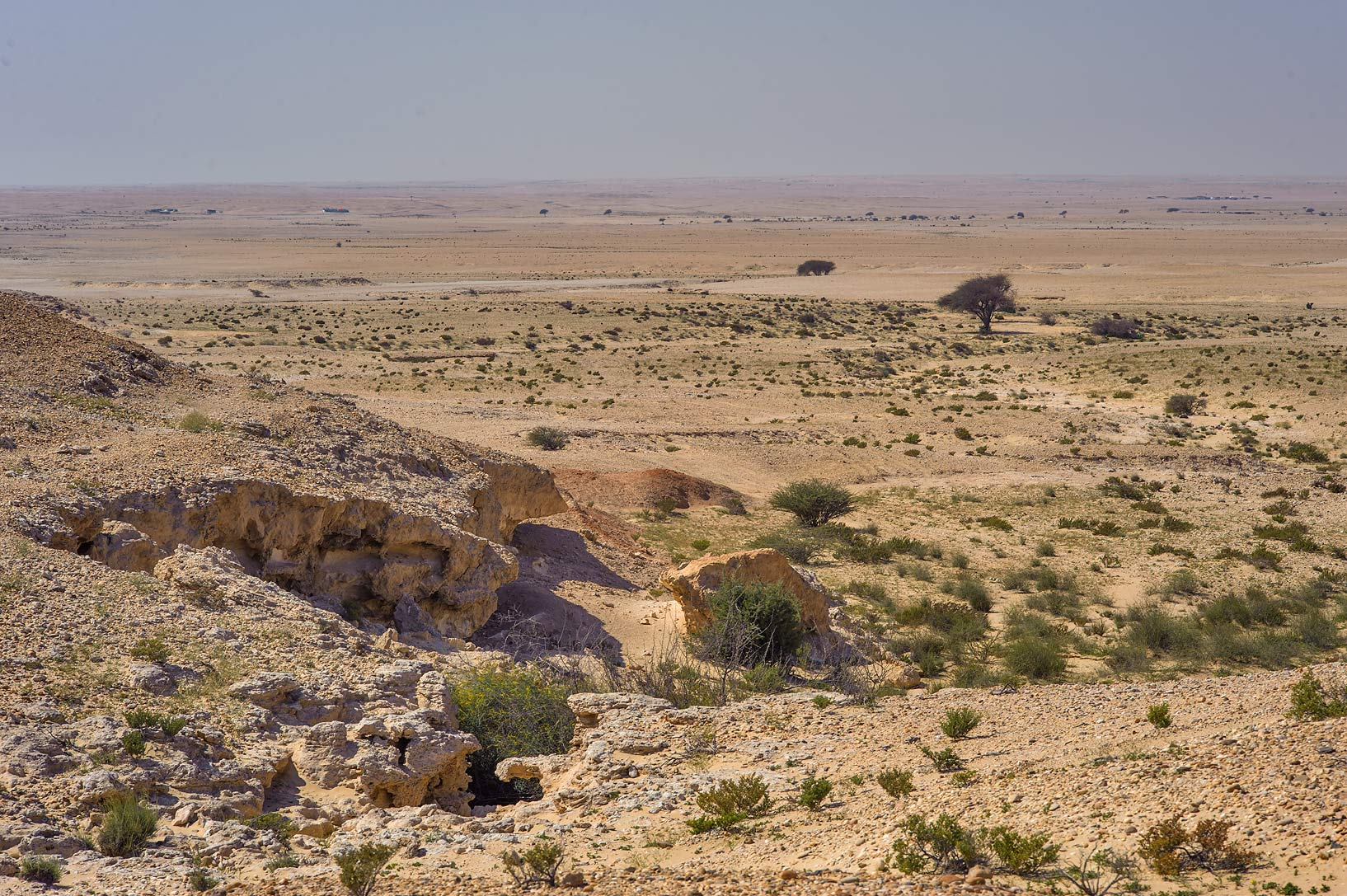
Вапняковий уступ на південному сході

У центрі підноситься низьке вапнякове плато, слабо розчленоване руслами тимчасових водотоків — ваді, що полого знижується в східному напрямі і створює кліфове узбережжя на крайньому півн.-сході. Вздовж західного узбережжя тягнеться смуга піщаних горбів висотою до 40 м. Вздовж південно-східного узбережжя простягся ланцюг замкнених безстічних западин з плоскими засоленими днищами (себха). На півночі переважають піщані пустелі з рухливими барханами, в центральній частині — кам'янисті пустелі з плямами солончаків, на півдні горбистий рельєф складений еоловими пісками. Півострів облямований кораловими рифами і кораловими островами.

### Узбережжя

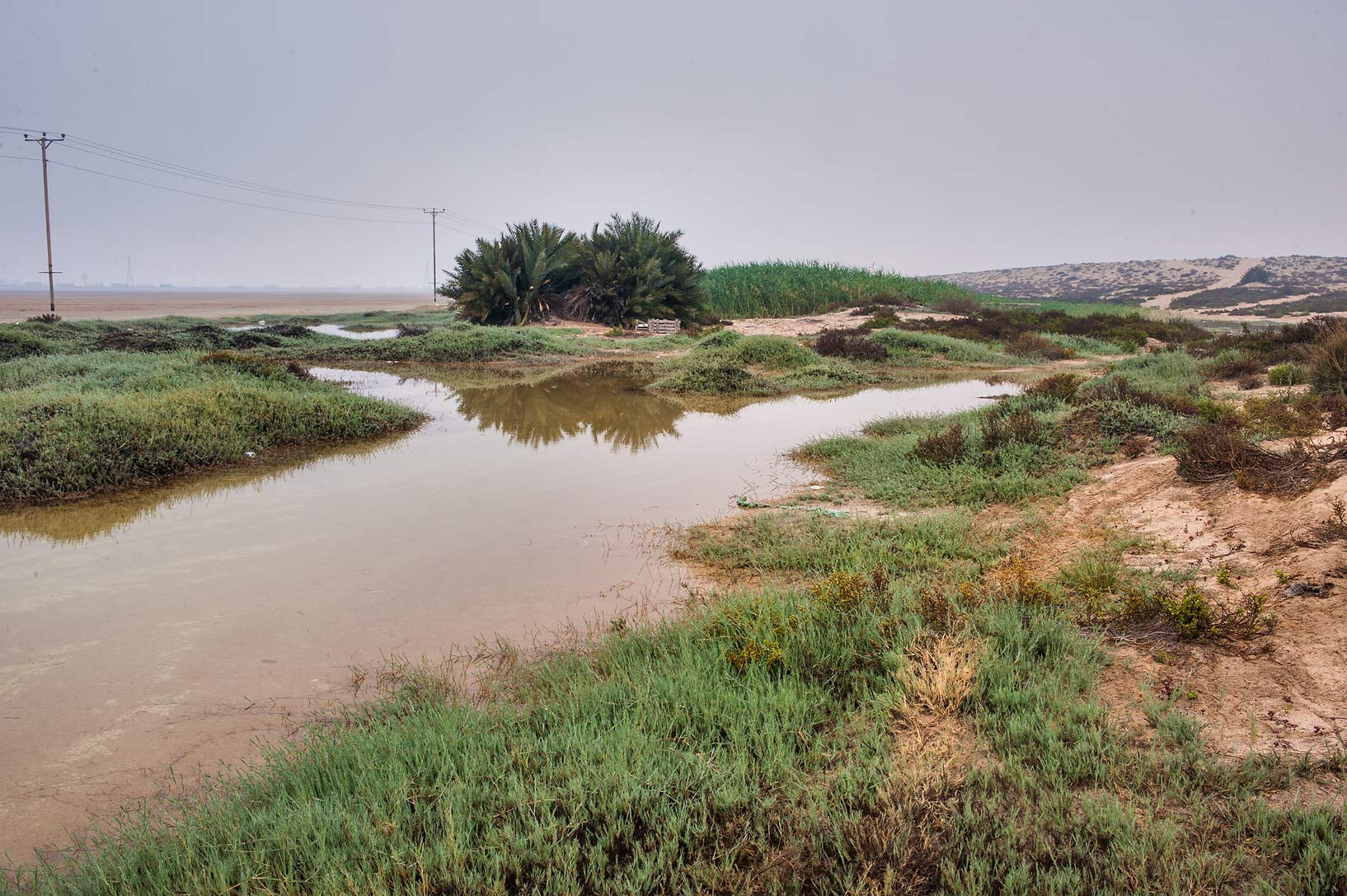
Південно-західне узбережжя
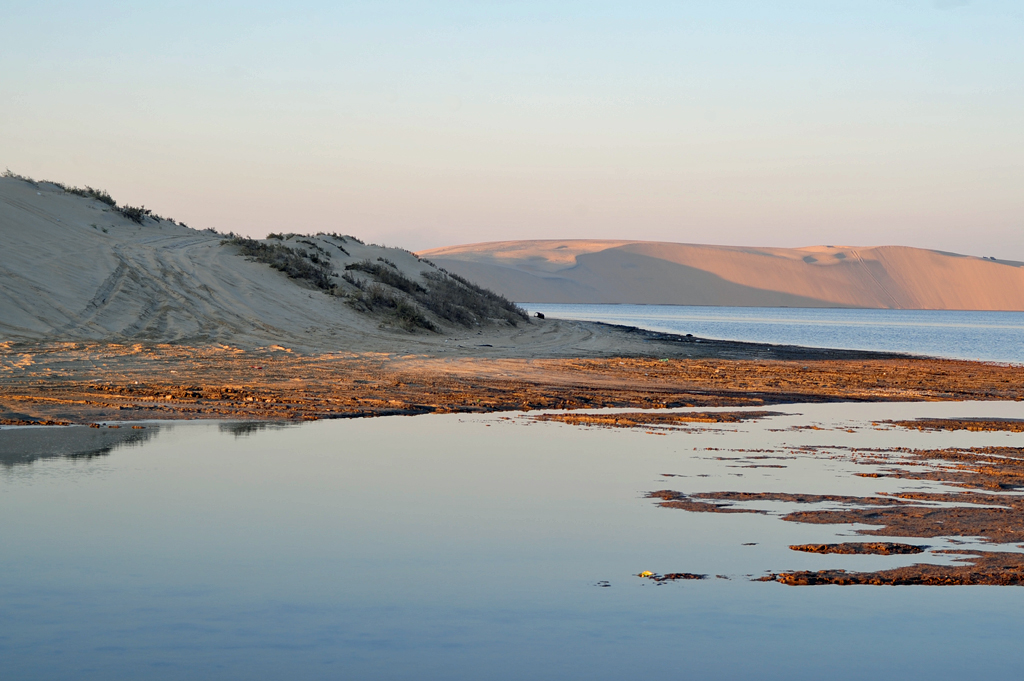
Пустельне узбережжя Катару
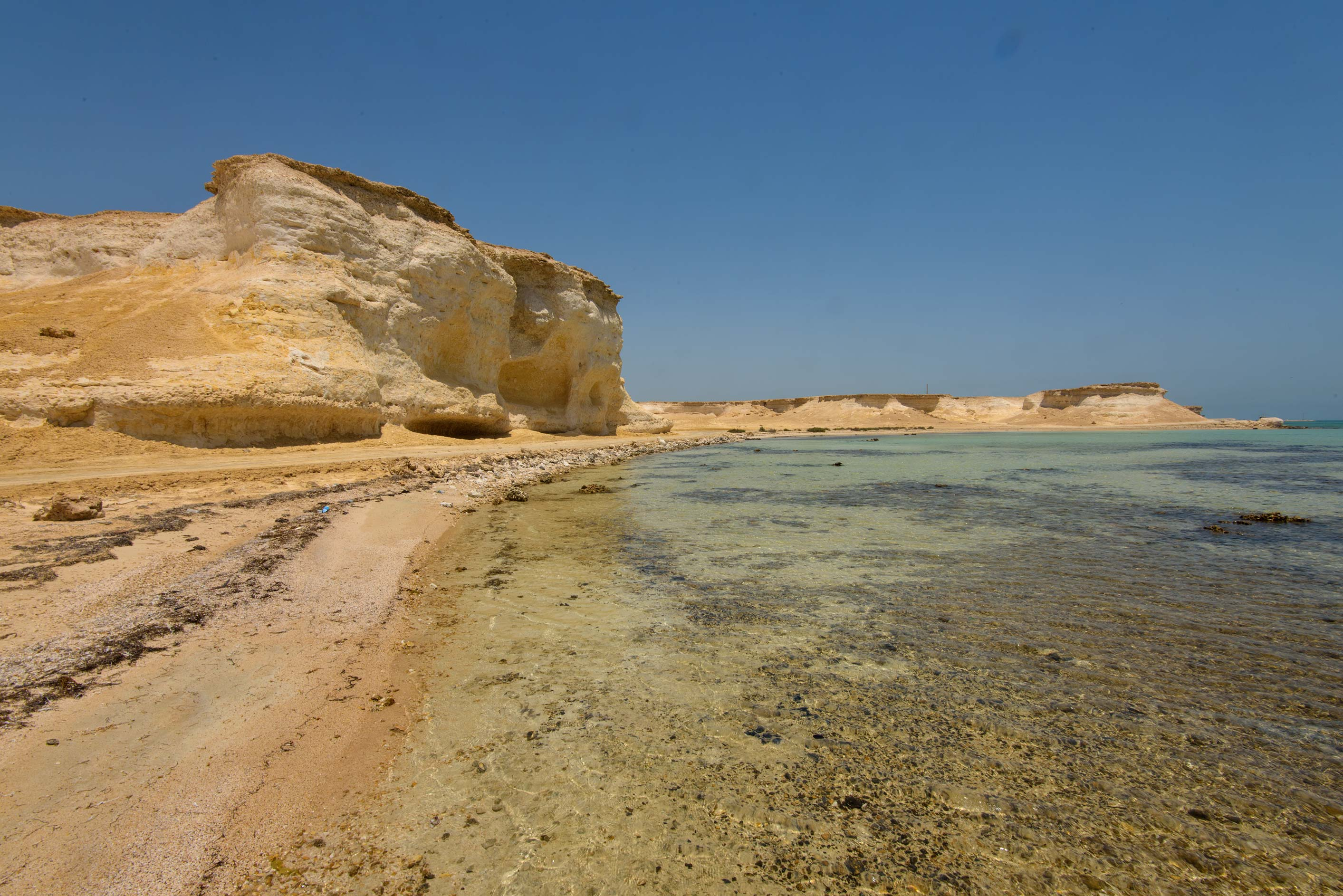
Північно-західне узбережжя
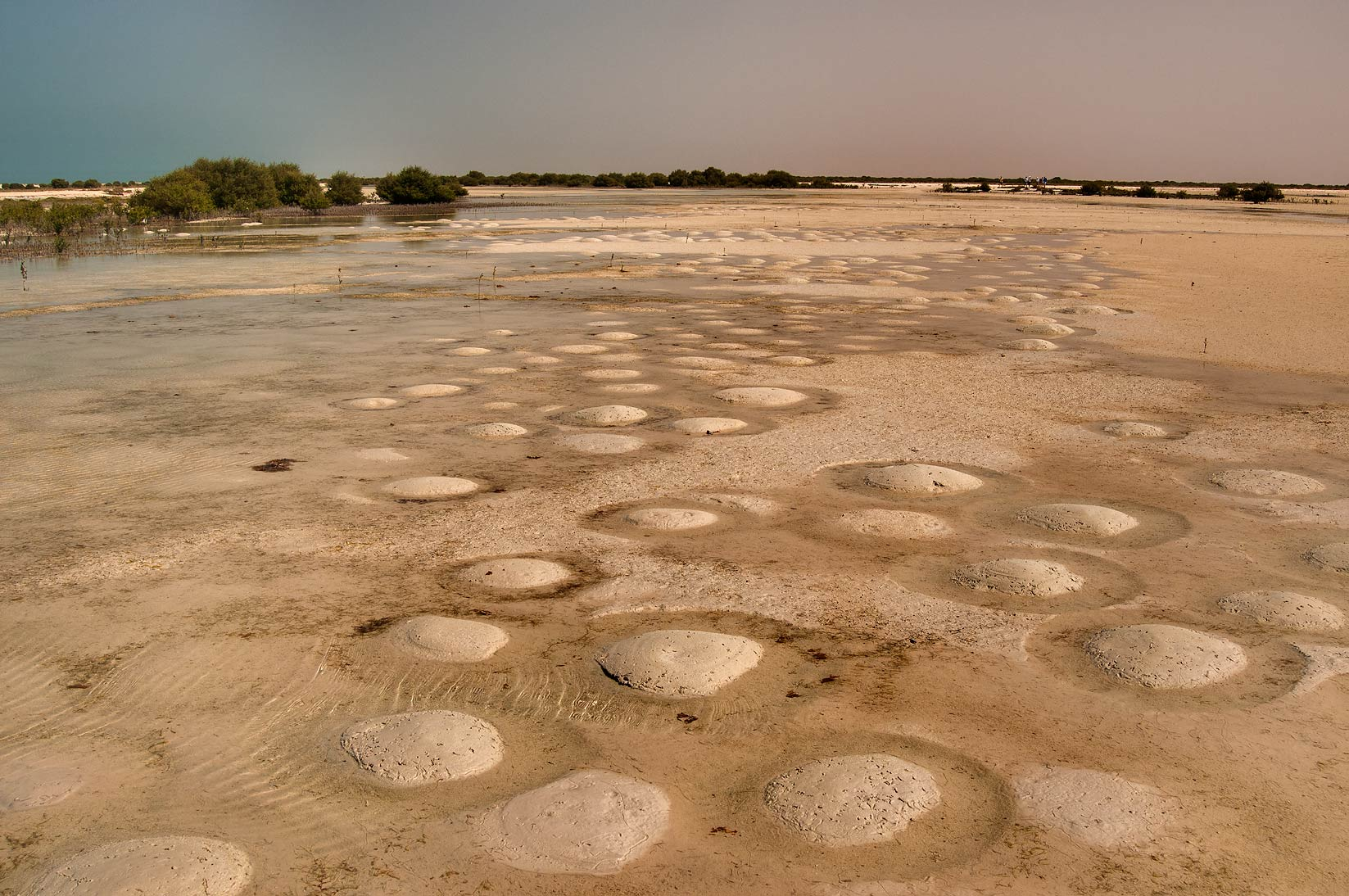
Північне узбережжя
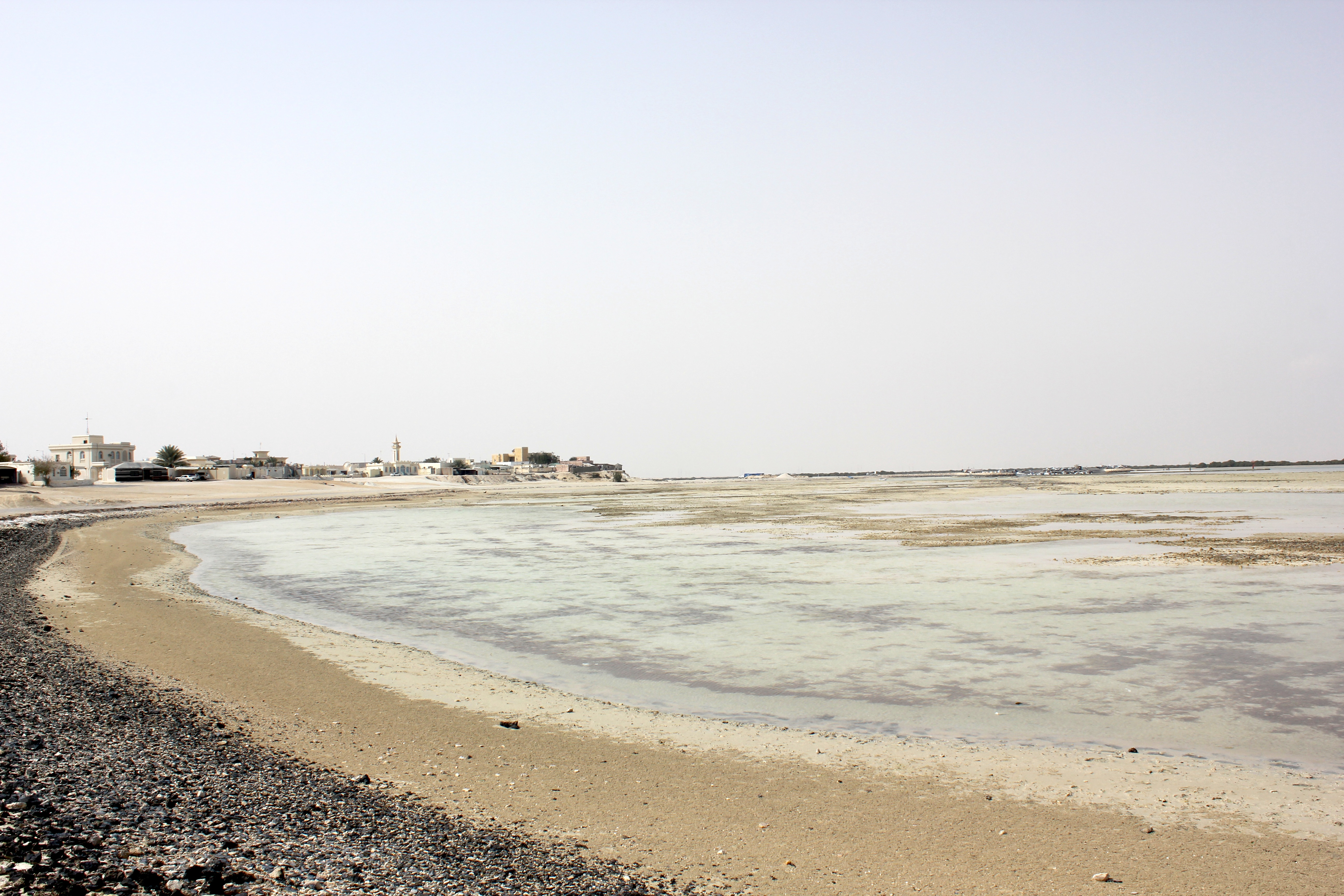
Східне узбережжя
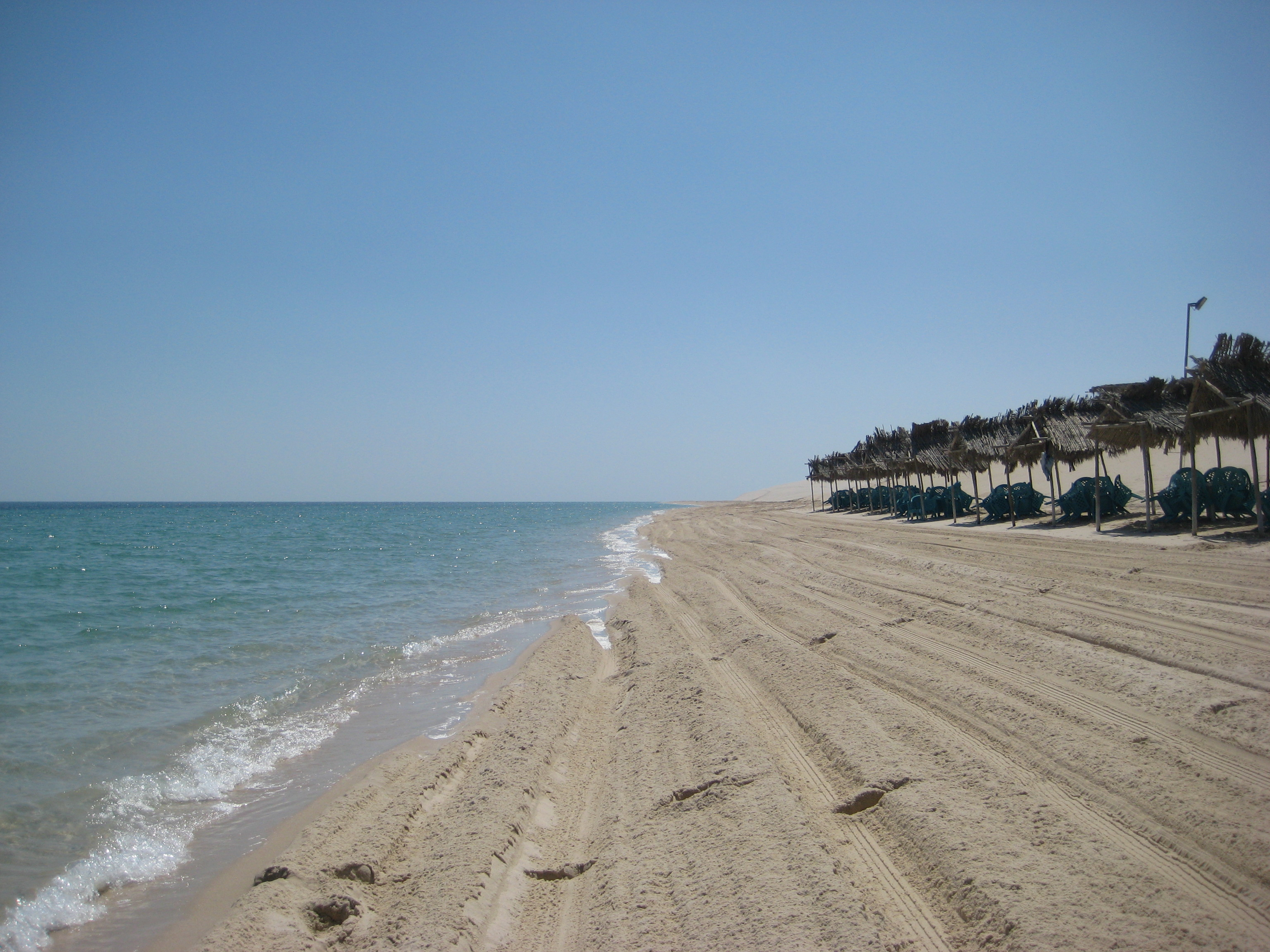
Пляж Внутрішнього катарського моря на південному сході

## Клімат
Територія Катару лежить у тропічному кліматичному поясі. Увесь рік панують тропічні повітряні маси. Спекотна посушлива погода з великими добовими амплітудами температури. Влітку температура нерідко піднімається до 50 °C. Переважають східні пасатні вітри. У теплий сезон з морів та океанів можуть надходити шторми.

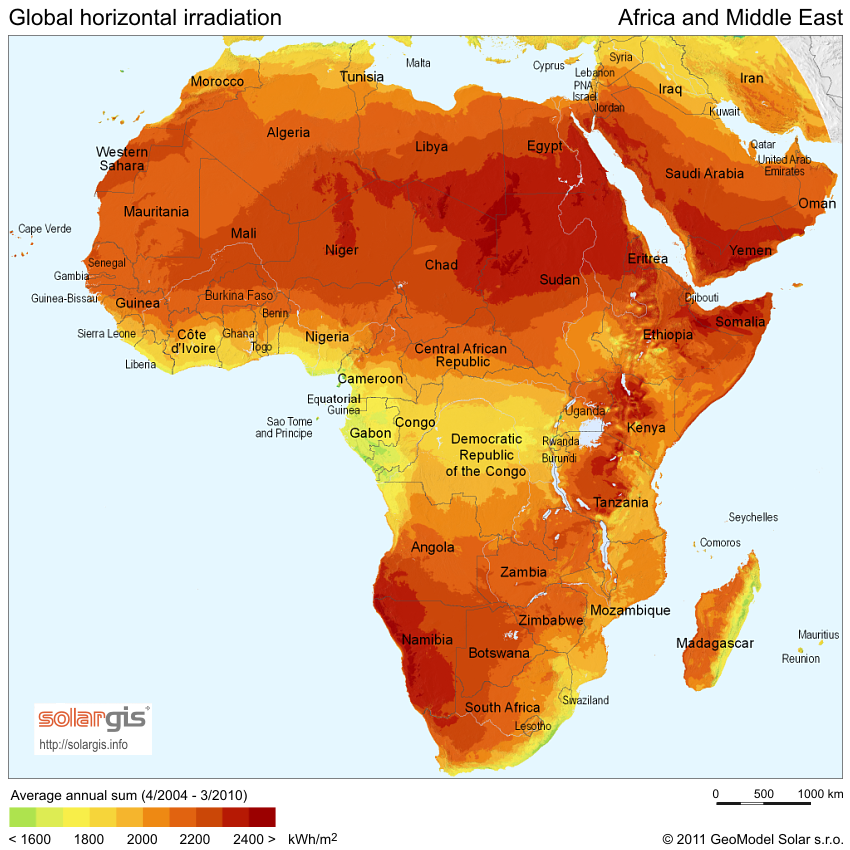
Сонячна радіація (англ.)
Кліматична карта Катару (за Кеппеном)Кліматична карта Катару (за Кеппеном)
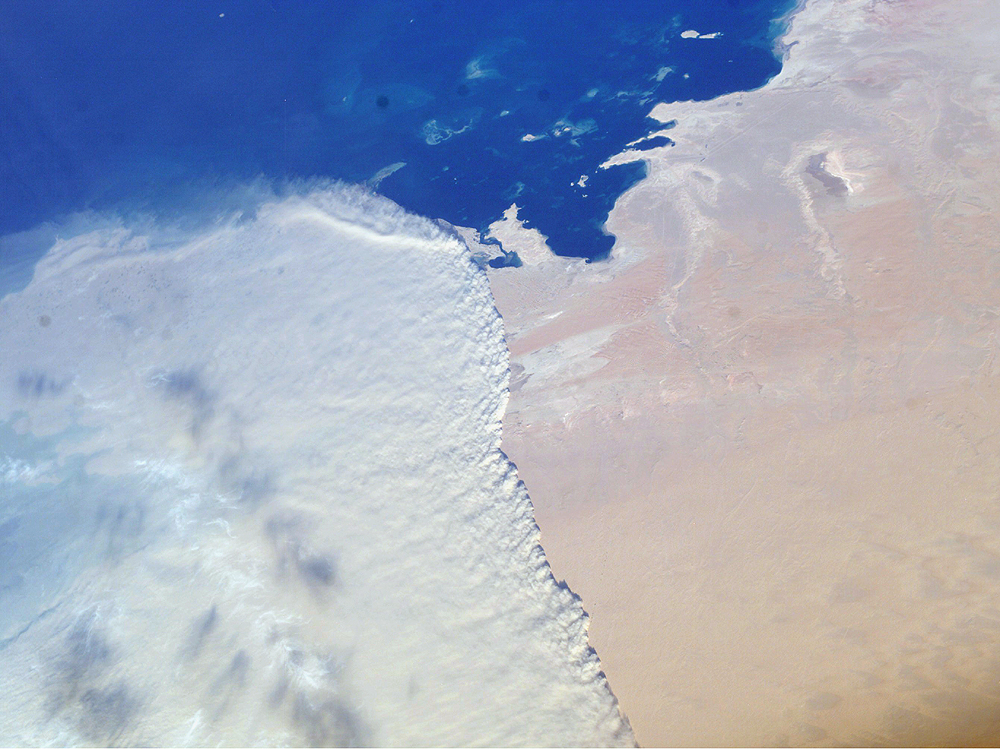
Піщана буря зносить пісок в Перську затоку
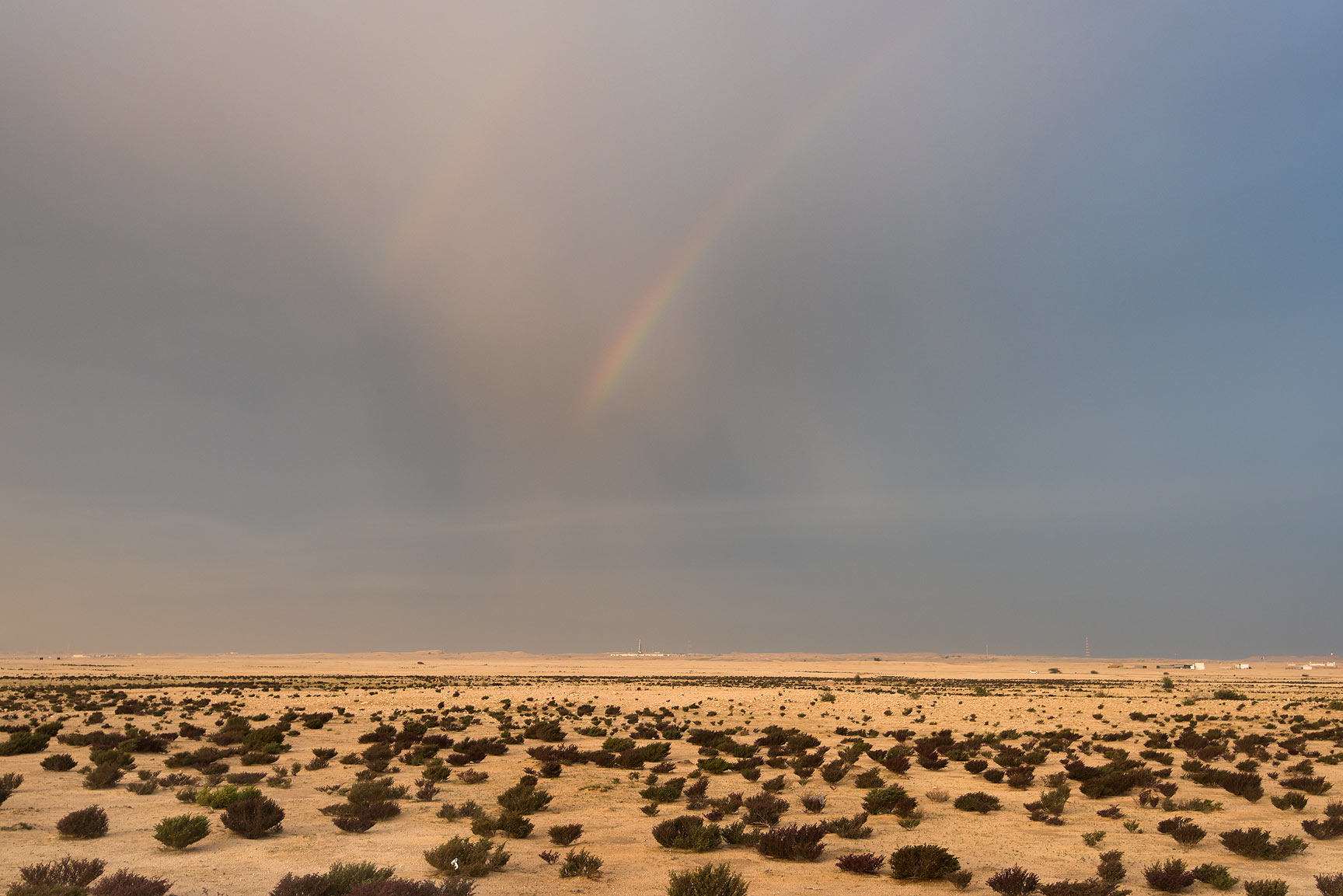
Веселка над пустелею, Дакхан

Катар є членом Всесвітньої метеорологічної організації (WMO), в країні ведуться систематичні спостереження за погодою.

## Внутрішні води
Півострів бідний водою. Постійних річок немає, велику частину води доводиться отримувати шляхом опріснення морської. Підземні джерела прісної води і оази знаходяться, в основному, на півночі країни. 

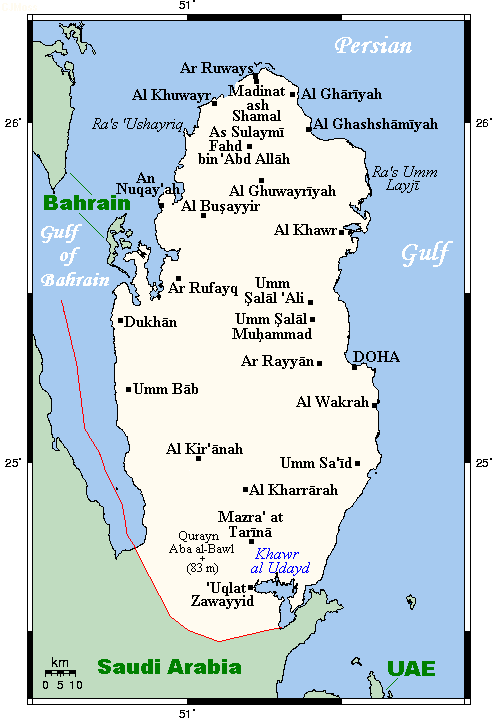
Гідрографічна мережа Катару
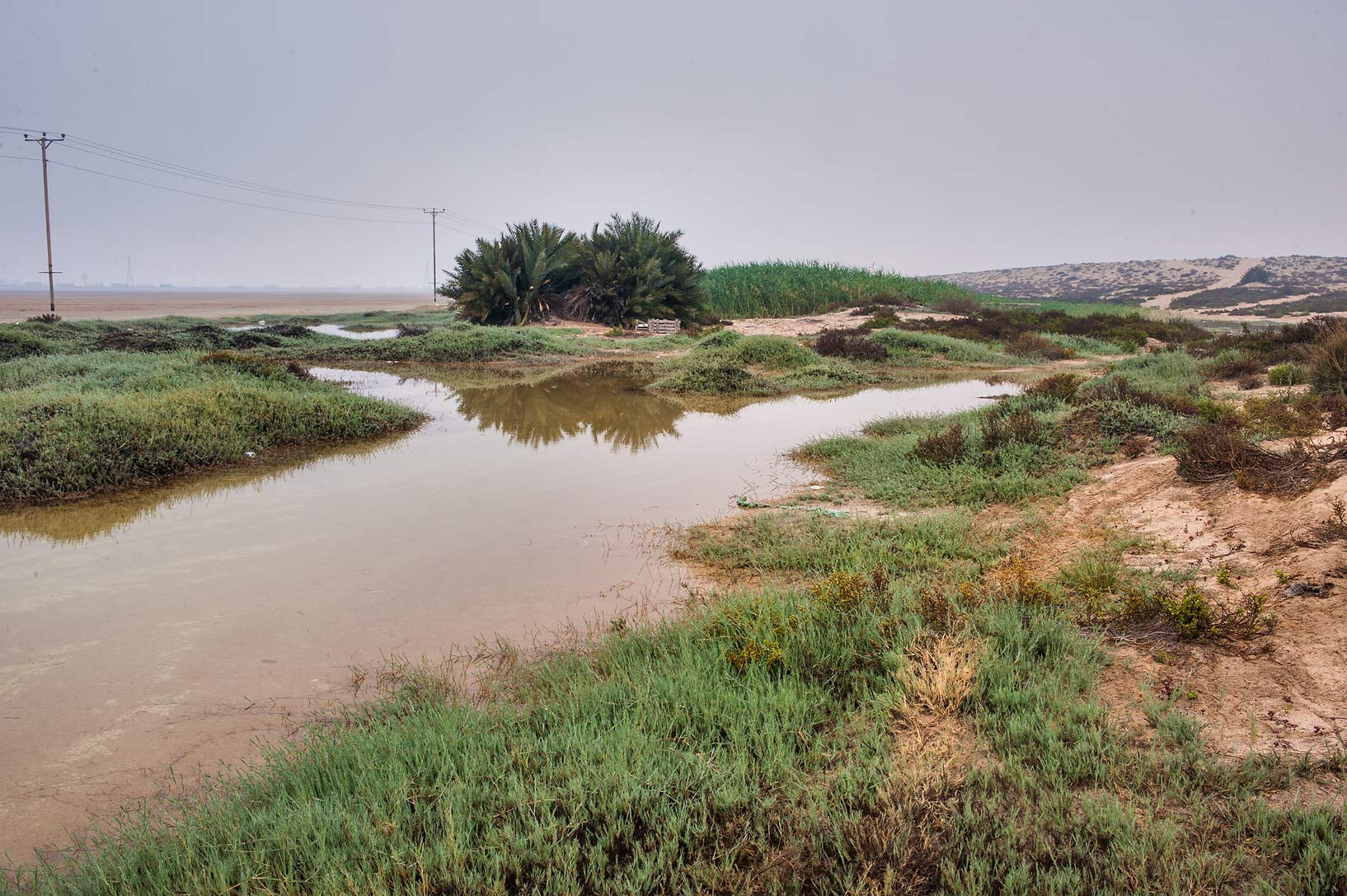
Тимчасові потоки
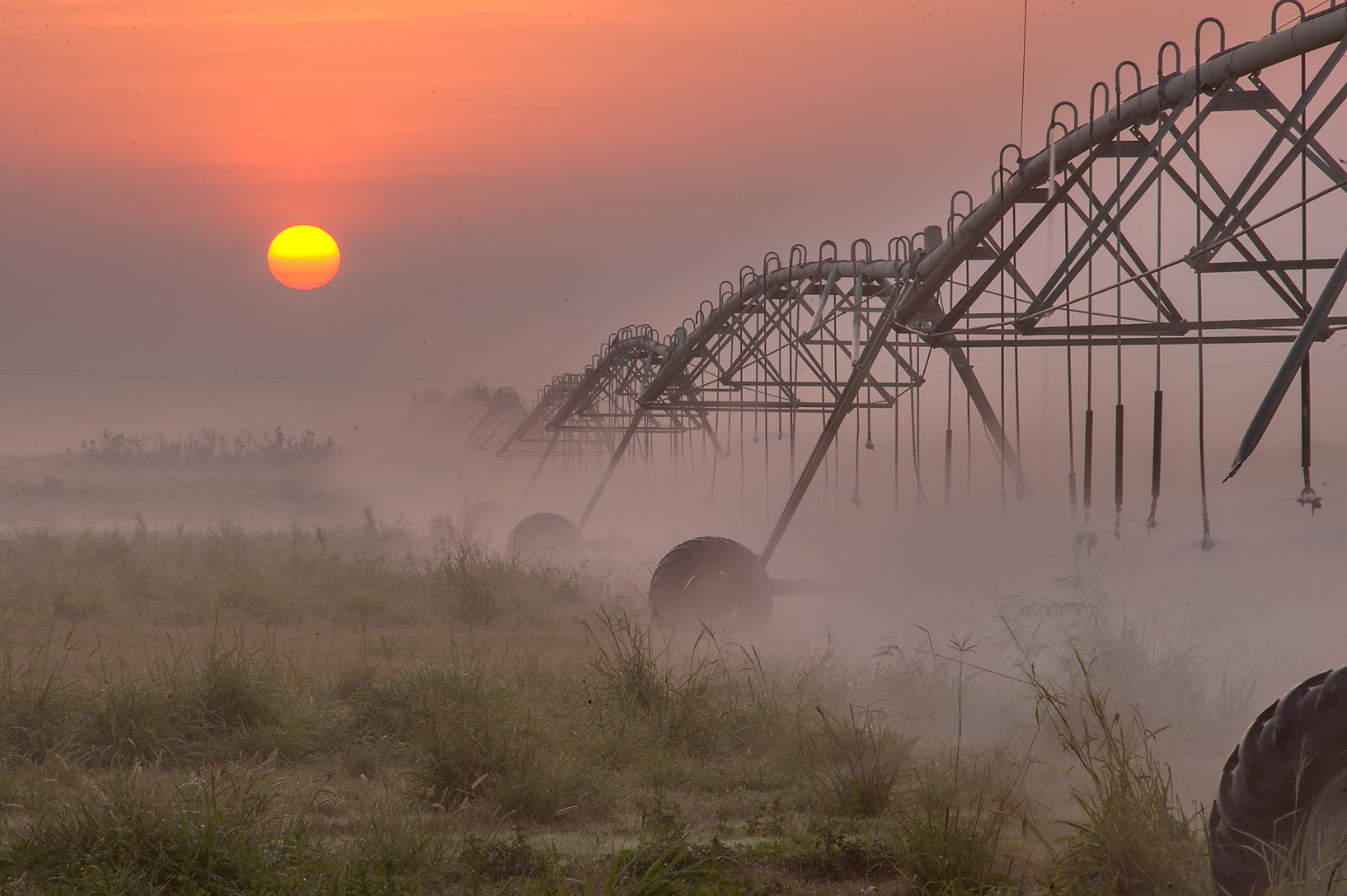
Дощування в Катарі

### Річки
Тимчасові потоки (ваді) країни належать басейну Перської затоки Індійського океану.

### Болота

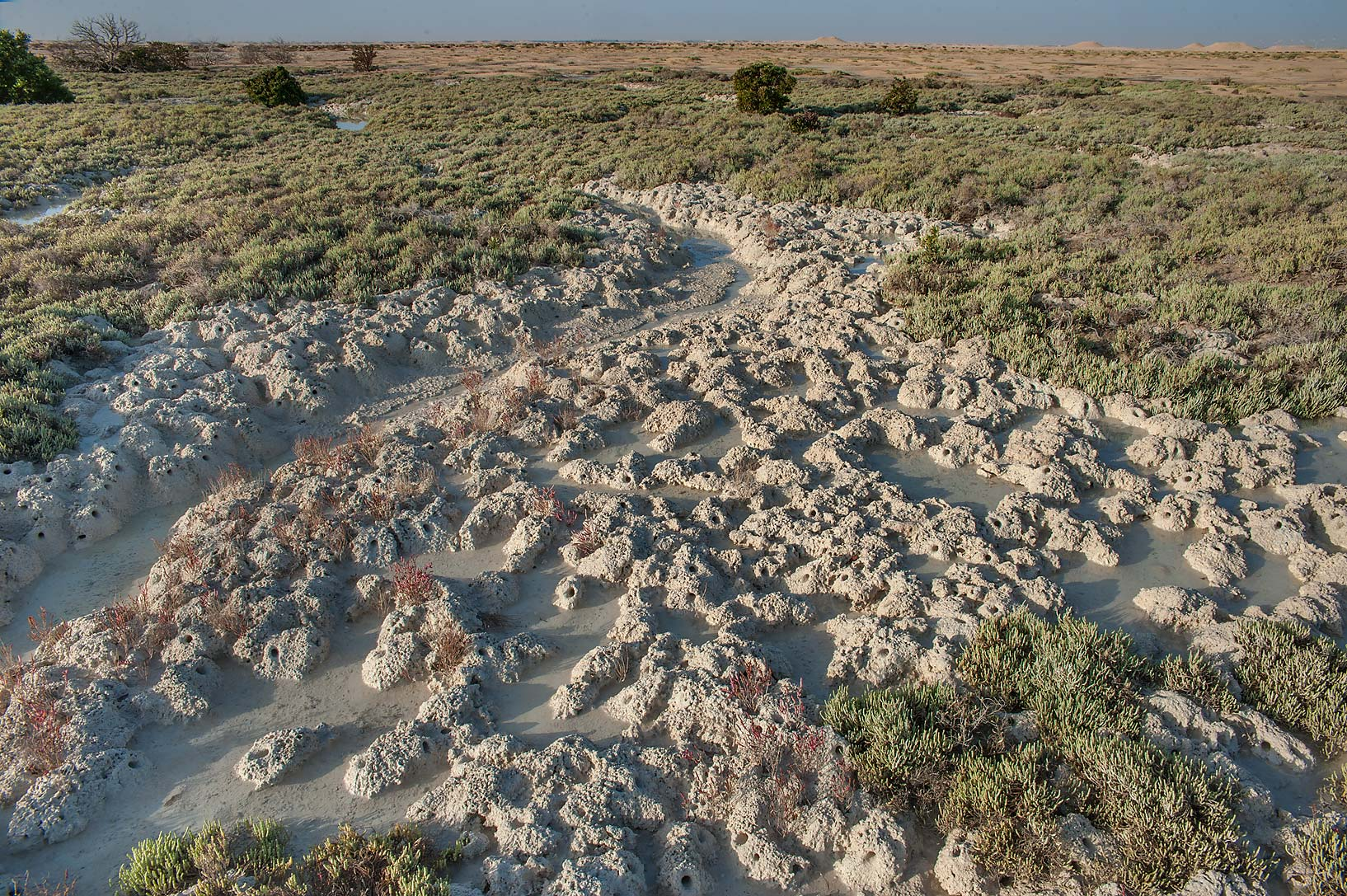
Солоні марші східного узбережжя під час відпливу
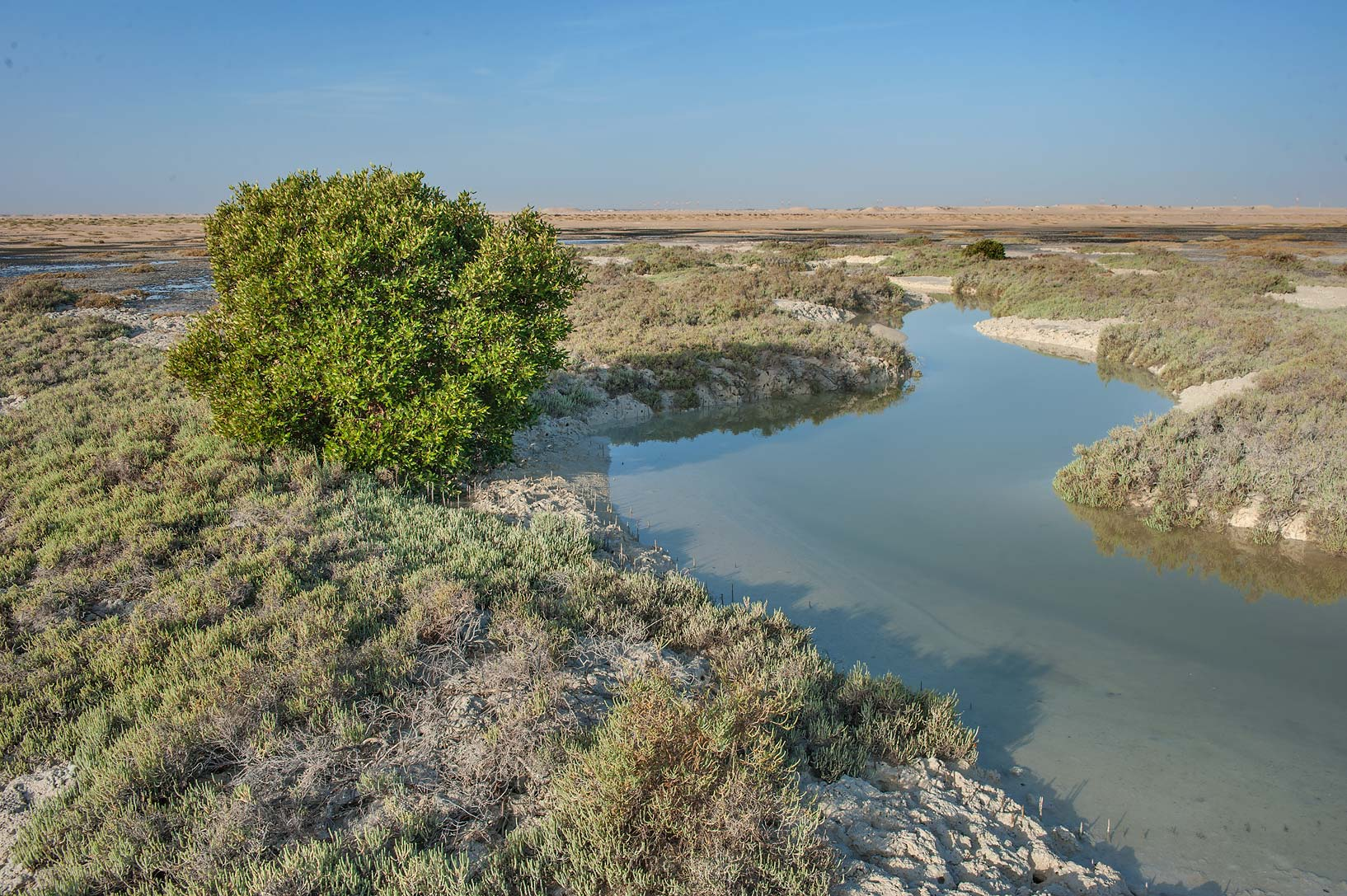
Солоні марші східного узбережжя під час припливу

## Рослинність

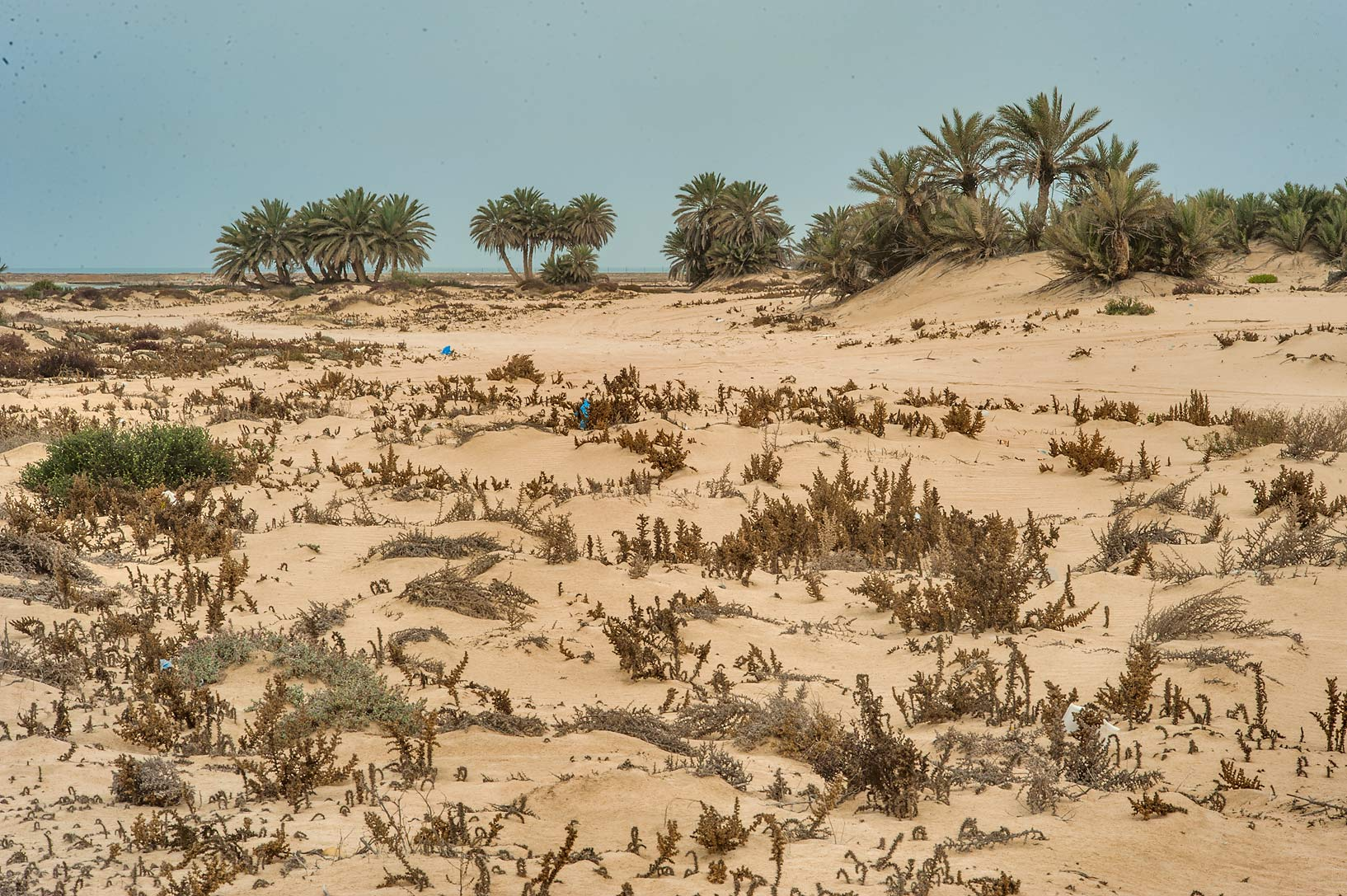
Рослинність піщаних пляжів
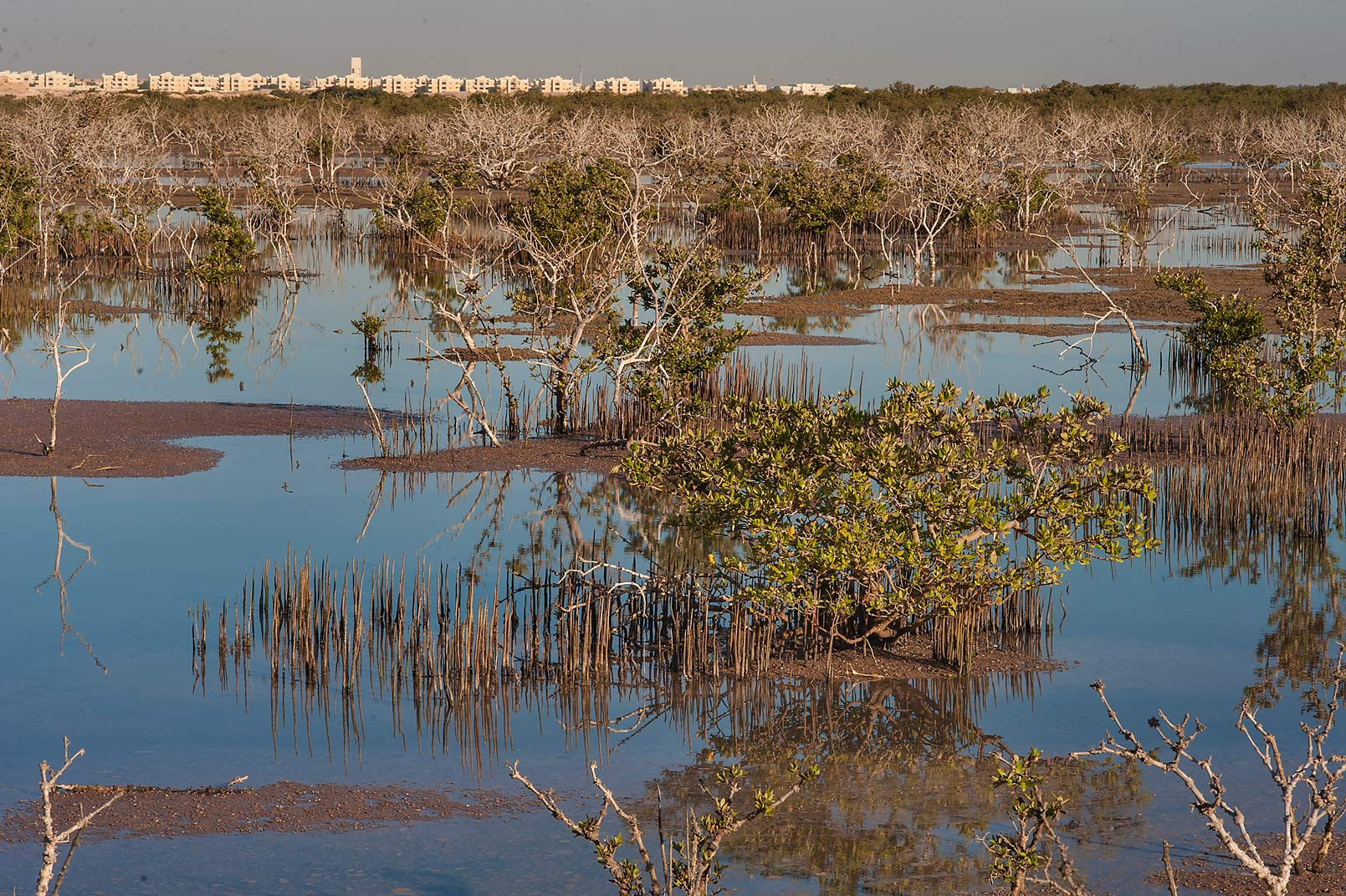
Рослинність солоних маршів
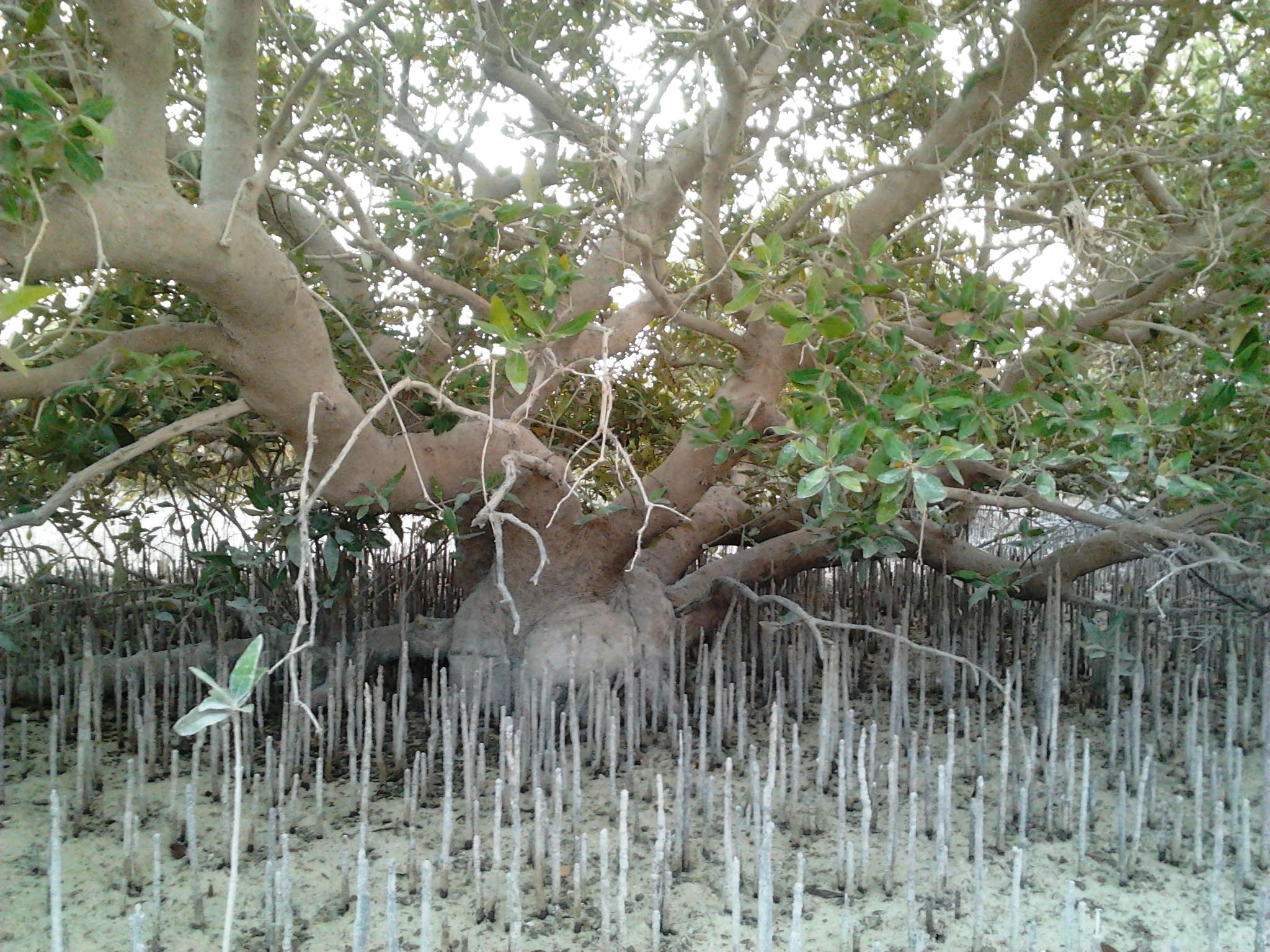
Мангрові зарості
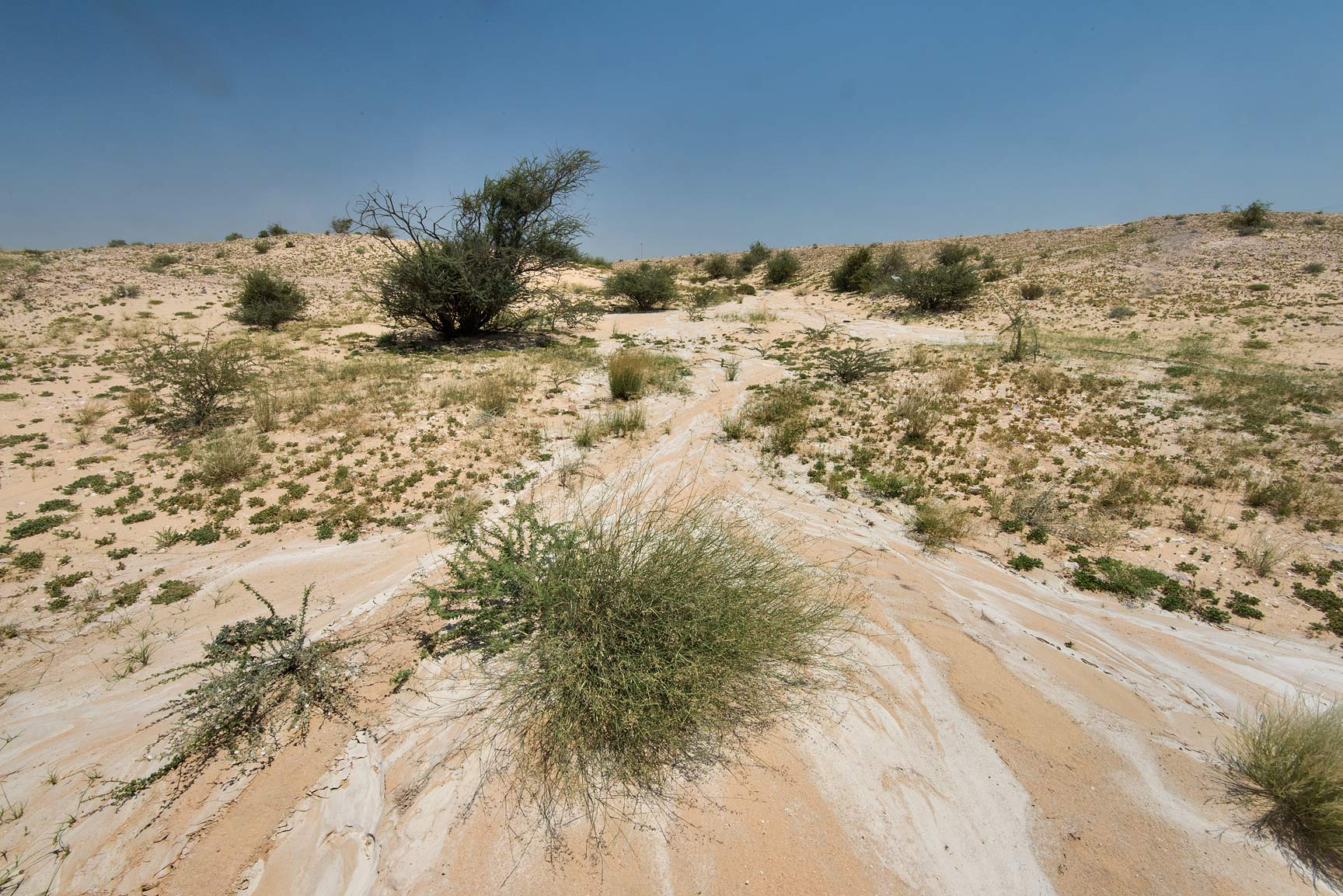
Пустельний скреб центральних районів
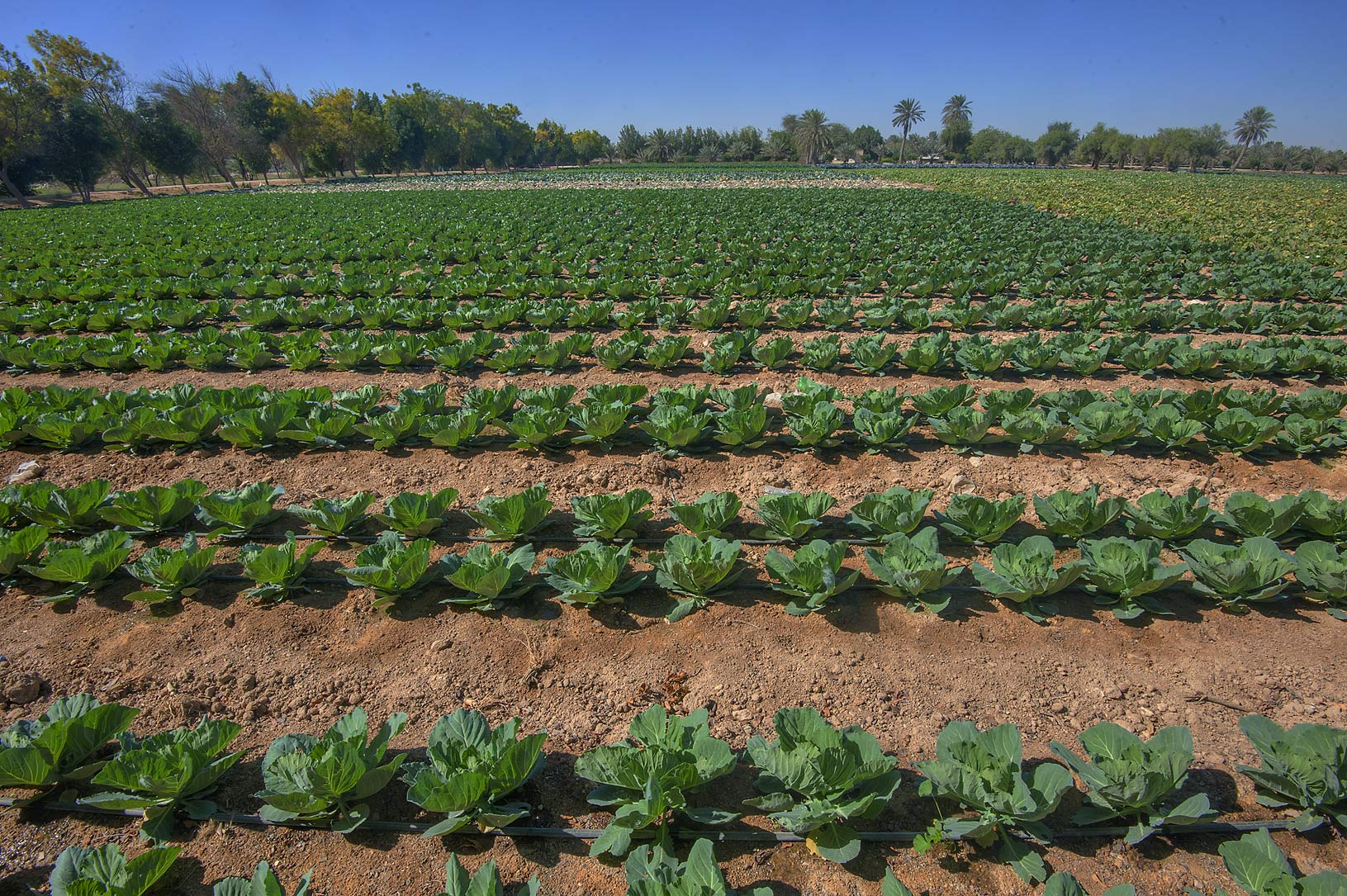
Городництво
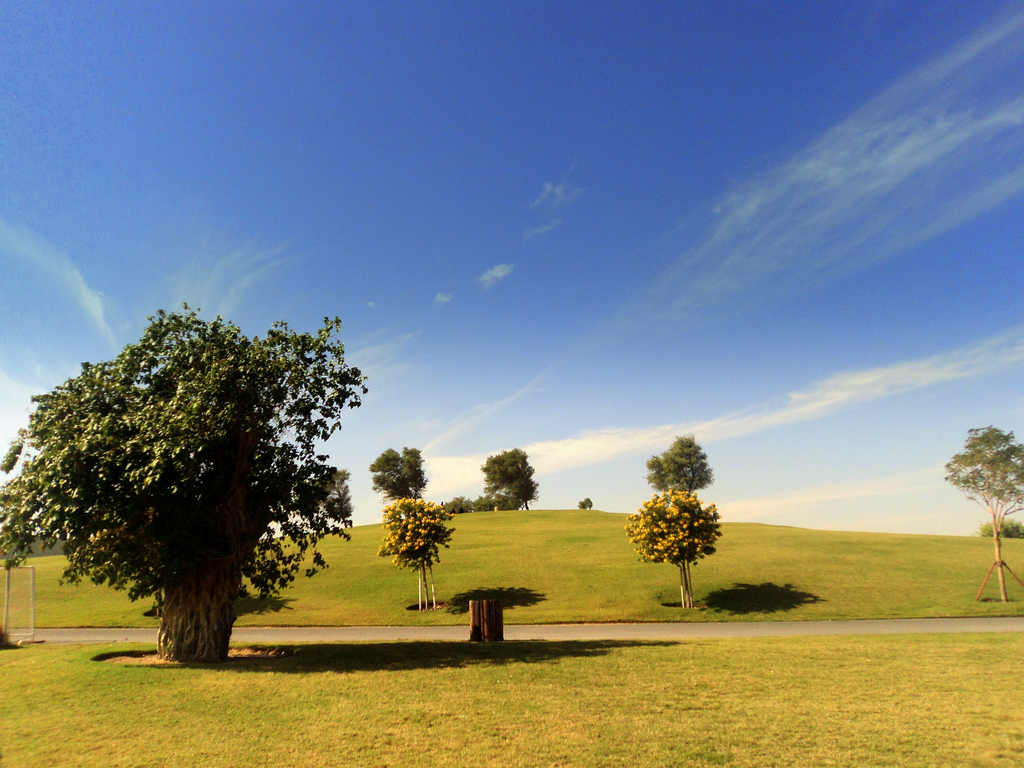
Еспайр-парк

## Тваринний світ
Зоогеографічно територія країни належить до Сахаро-Аравійської провінції Середземноморської підобласті Голарктичної області. Тваринний світ бідний, переважають плазуни і гризуни.

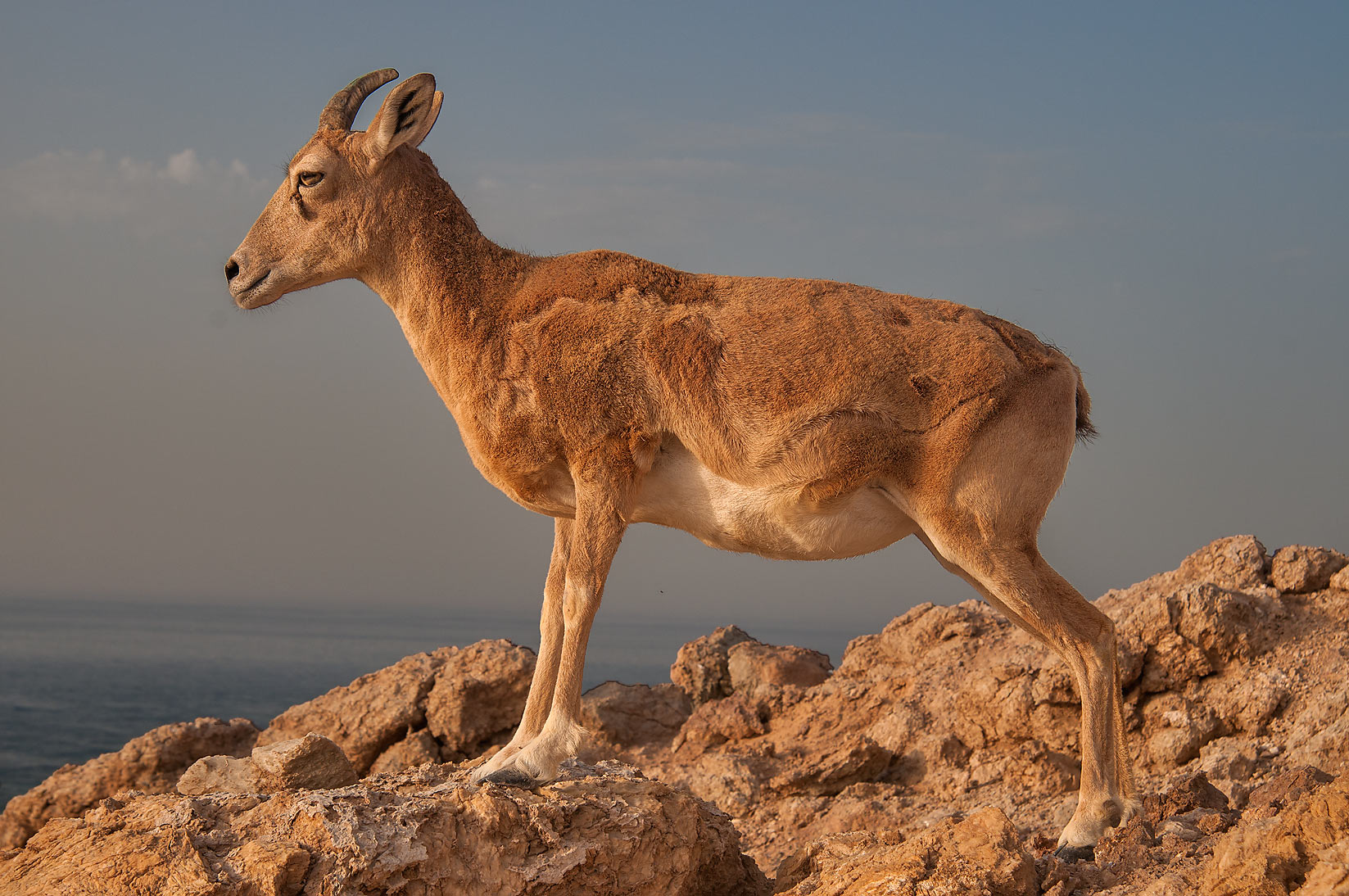
Гірський козел на острові Халул
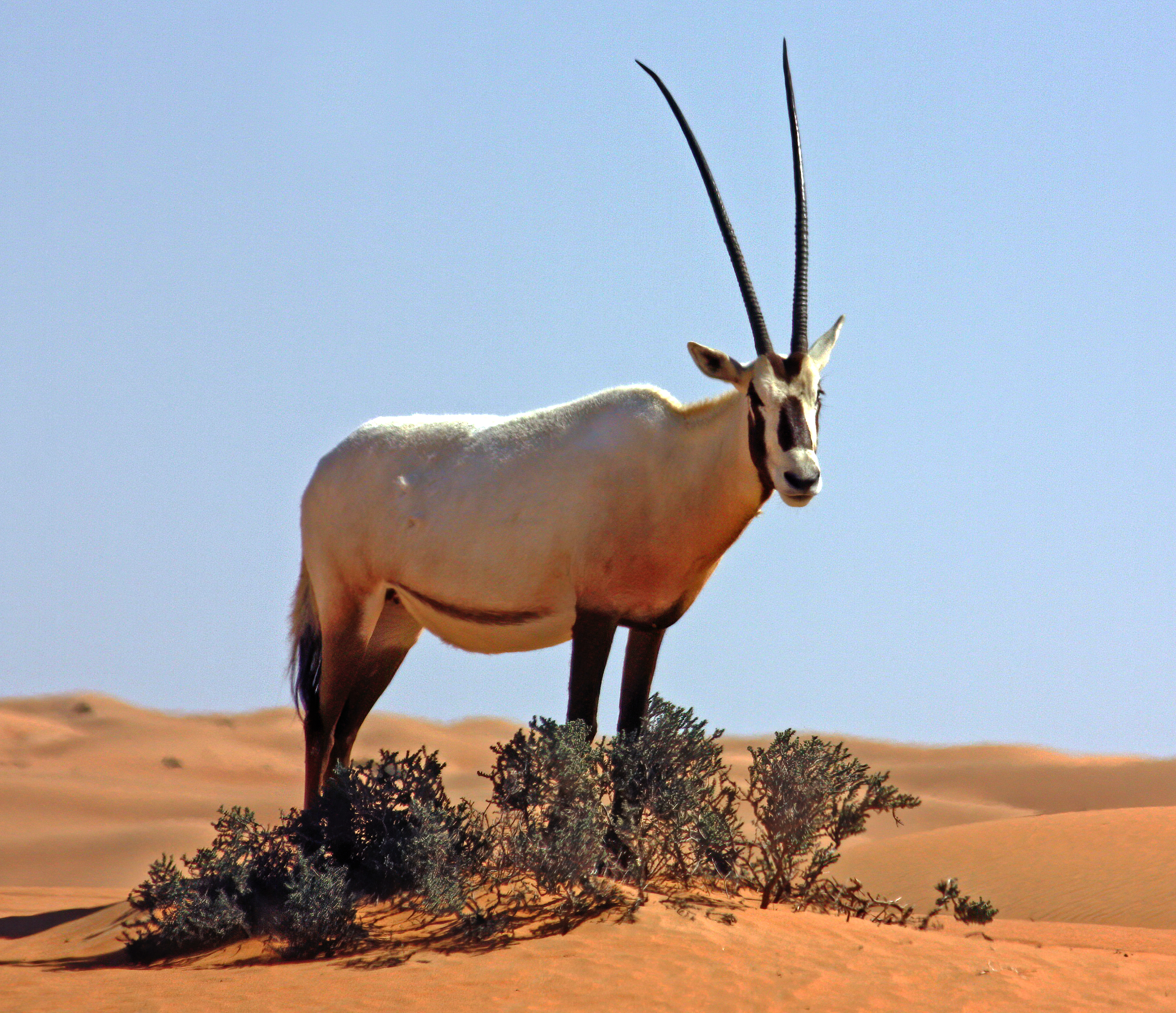
Арабський орикс
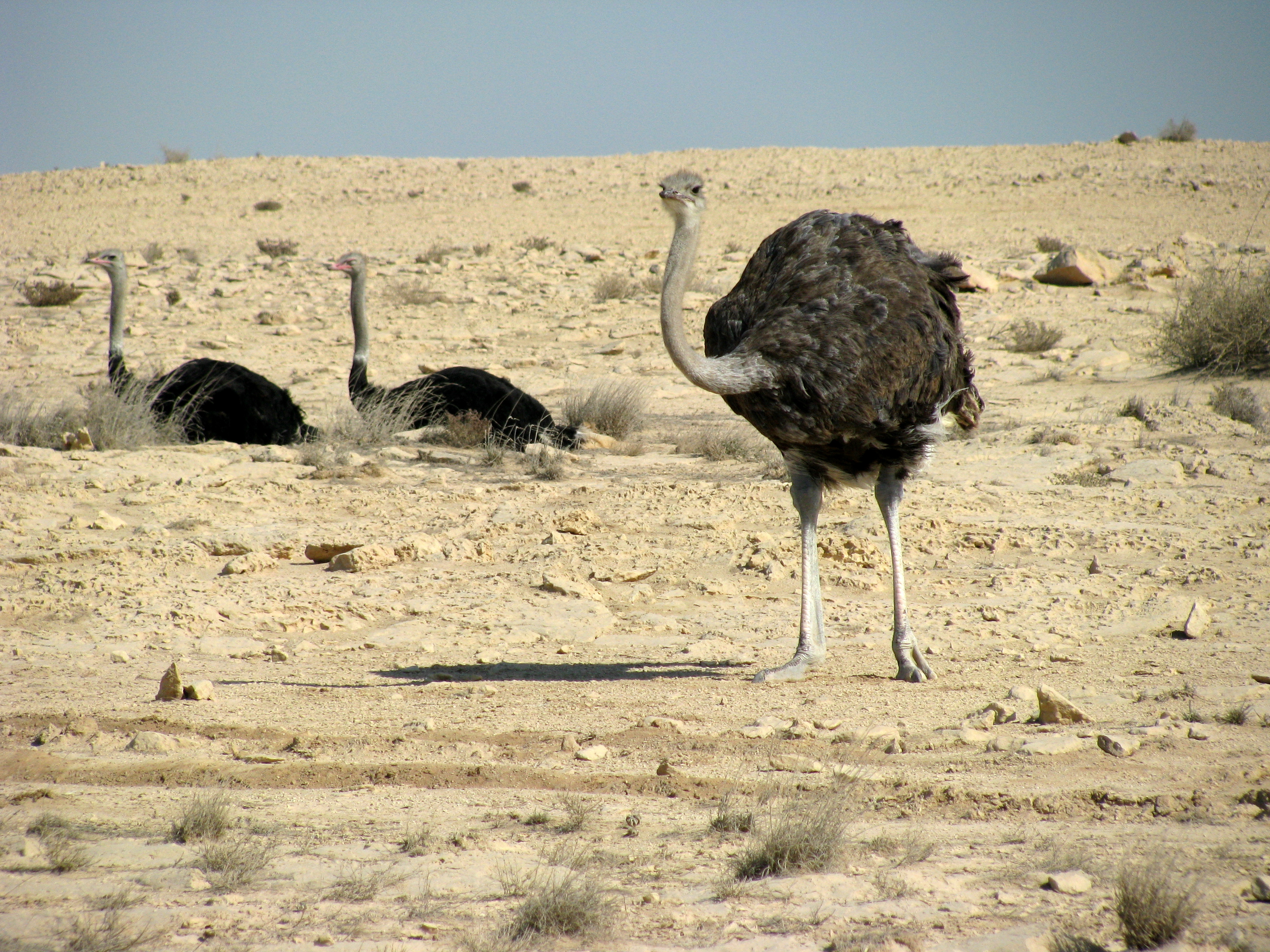
Страуси
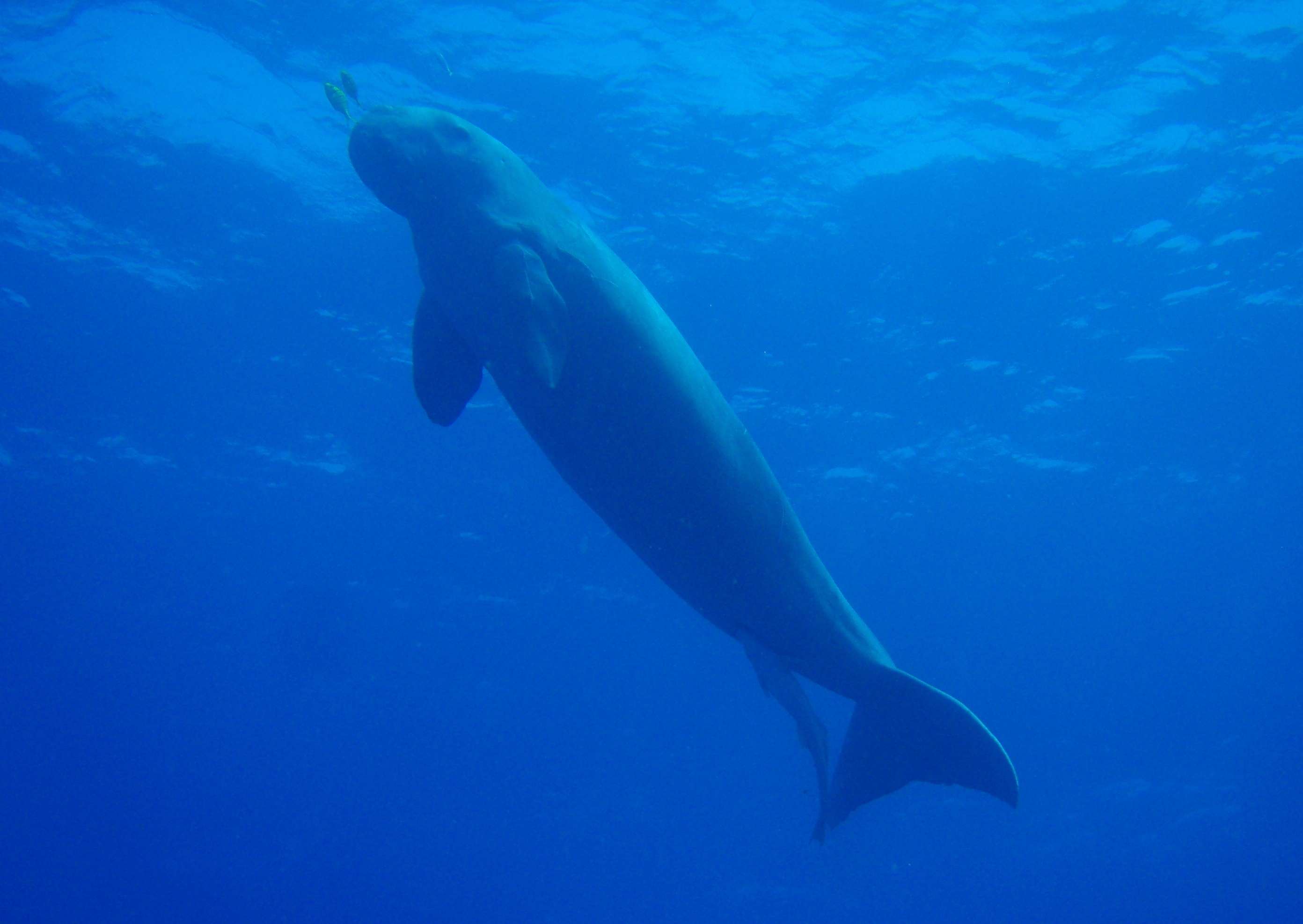
Дюгонь
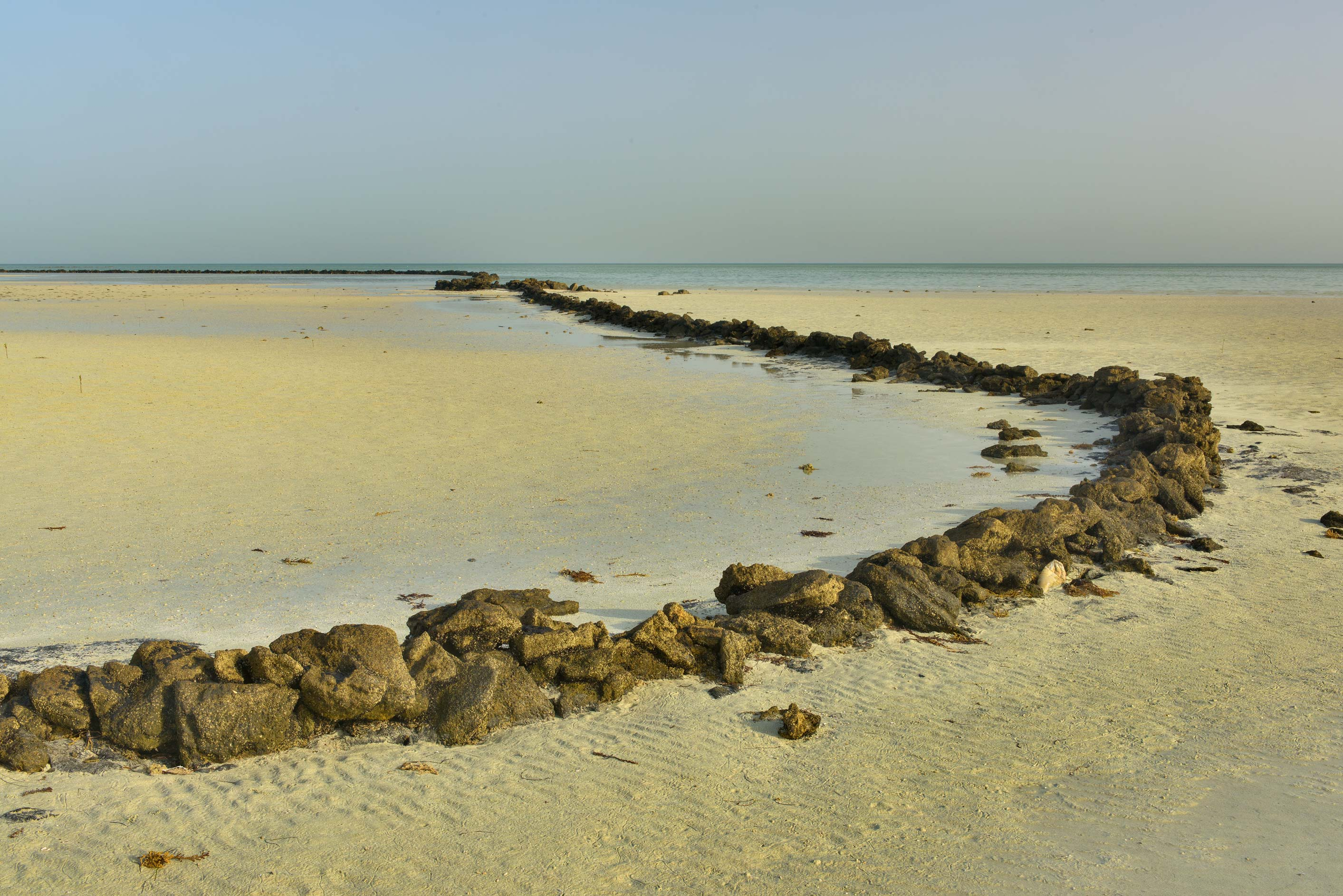
Пастки для риби в Ель-Ариші

## Стихійні природні явища
На території країни спостерігаються небезпечні природні явища і стихійні лиха: пилові і піщані бурі, частий серпанок, що погіршує видимість.

## Природні ресурси

### Мінеральні ресурси
Надра Катару багаті на ряд корисних копалин: нафту, природний газ.

### Водні ресурси
Загальні запаси відновлюваних водних ресурсів (ґрунтові і поверхневі прісні води) становлять 0,06 км³. Станом на 2012 рік в країні налічувалось 130 км² зрошуваних земель.

### Земельні ресурси
Земельні ресурси Катару (оцінка 2011 року):
- придатні для сільськогосподарського обробітку землі — 5,6 %,
  - орні землі — 1,1 %,
  - багаторічні насадження — 0,2 %,
  - землі, що постійно використовуються під пасовища — 4,3 %;
- землі, зайняті лісами і чагарниками — 0 %;
- інше — 94,4 %[1].

## Охорона природи
Серед екологічних проблем варто відзначити:
- обмежені ресурси природних джерел питної води, які зменшуються через засолення водоносних горизонтів;
- деградація земель.

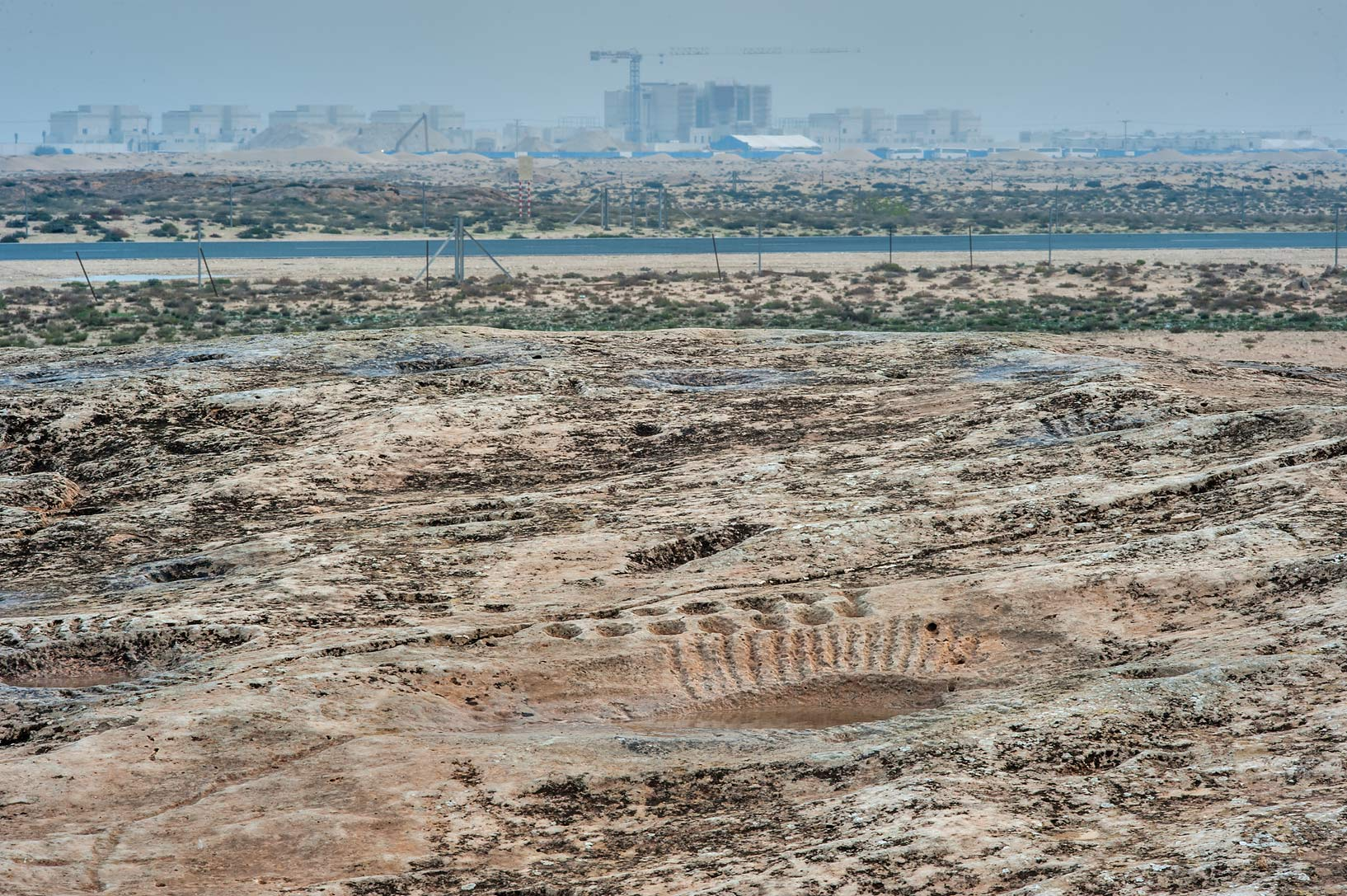
Знищення ґрунтового покриву

Катар є учасником ряду міжнародних угод з охорони навколишнього середовища:
- Конвенції про біологічне різноманіття (CBD),
- Рамкової конвенції ООН про зміну клімату (UNFCCC),
- Кіотського протоколу до Рамкової конвенції,
- Конвенції ООН про боротьбу з опустелюванням (UNCCD),
- Конвенції про міжнародну торгівлю видами дикої фауни і флори, що перебувають під загрозою зникнення (CITES),
- Базельської конвенції протидії транскордонному переміщенню небезпечних відходів,
- Конвенції з міжнародного морського права,
- Монреальського протоколу з охорони озонового шару,
- Міжнародної конвенції запобігання забрудненню з суден (MARPOL)[1].

!--
--->

## Фізико-географічне районування
У фізико-географічному відношенні територію Катару можна розділити на _ райони, що відрізняються один від одного рельєфом, кліматом, рослинним покривом: .

### Українською
- Атлас світу / голов. ред. І. С. Руденко ; зав. ред. В. В. Радченко ; відп. ред. О. В. Вакуленко. — К. : ДНВП «Картографія», 2005. — 336 с. — ISBN 9666315467.
- Атлас. 7 клас. Географія материків і океанів / Укладачі О. Я. Скуратович, Н. І. Чанцева. — К. : ДНВП «Картографія», 2014.
- Барановська О. В. Фізична географія материків і океанів : навч. посіб. для студентів ВНЗ : [у 2 ч.]. — Н. : Ніжинський державний університет ім. Миколи Гоголя, 2013. — 306 с. — ISBN 978-617-527-106-3.
- Бєлозоров С. Т. Географія материків. — К. : Вища школа, 1971. — 371 с.
- Гілецький Й. Р. Природні ресурси світу : Навч. посібник. — Львів : Світ, 2004. — 304 с. — ISBN 966-603-307-0
- Дахно І. І., С. М. Тимофієв. Країни світу: Енциклопедичний довідник. —  К. : Мапа, 2011. — 606 с. —  ISBN 978-966-8804-23-6
- Дубович І. А. Країнознавчий словник-довідник. — 5-те вид., перероб. і доп. — К. : Знання, 2008. — 839 с. — ISBN 978-966-346-330-8.
- Економічна і соціальна географія країн світу: Навч. Посібник / За ред. С. П. Кузика. — Львів : Світ, 2002. — 672. с.— ISBN 966-603-178-7
- Заставецький Ю. С. Регіональна фізична географія світу : Навч. посібник. — Львів : Світ, 2000. — 480 с.
- Катар // Гірничий енциклопедичний словник : [у 3-х тт.] / за ред. В. С. Білецького. — Д. : Східний видавничий дім, 2004. — Т. 3. — 752 с. — ISBN 966-7804-78-X.
- Маринич О. М., Шищенко П. Г., Пащенко В. І. Фізична географія світу : Підручник.  — К. : Вища школа, 2002. — 463 с. — ISBN 966-642-018-4
- Палієнко В. І., Шищенко П. Г., Бойко В. М. Фізична географія світу : Навч. посібник. — К. : КНУ ім.  Т. Шевченка, 2016. — 246 с. — ISBN 978-966-439-918-1
- Панасенко Б. Д. Фізична географія материків : навч. посіб. : в 2 ч. — В. : ЕкоБізнесЦентр, 1999. — 200 с.
- Пащенко В. І. Географія світового господарства : Навч. посібник. — К. : Видавничий центр КНУ, 2014. — 312 с. — ISBN 978-966-439-744-6
- Фізична географія материків та океанів : підруч. для студ. вищ. навч. закл. : у 2 т / за ред. П. Г. Шищенка. — К. : Видавництво Київського нац. ун-т ім. Т. Шевченка, 2009. — Т. 1. : Азія. — 643 с. — ISBN 978-966-439-257-7.
- Фізична географія материків та океанів : Підручник у 2-х т. / Ред. П. Г. Шищенко. — К. : Київський університет, 2018. — Т. 1. Азія. — 416 с. — ISBN 978-966-439-989-1
- Юрківський В. М. Регіональна економічна і соціальна географія. Зарубіжні країни: Підручник. — 2-ге. — К. : Либідь, 2001. — 416 с. — ISBN 966-06-0092-5.

### Англійською
- (англ.) Graham Bateman. The Encyclopedia of World Geography. — Andromeda, 2002. — 288 с. — ISBN 1871869587.

### Російською
- (рос.) Алисов Б. П., Берлин И. А., Михель В. М. Курс климатологии [в 3-х тт.] / под. ред. Е. С. Рубинштейна. — Л. : Гидрометиздат, 1954. — Т. 3. Климаты земного шара. — 320 с.
- (рос.) Апродов В. А. Зоны землетрясений. — М. : Мысль, 2010. — 462 с. — (Природа мира) — ISBN 978-5-244-01122-7.
- (рос.) Бабаев А. Г., Зонн И. С., Дроздов Н. Н., Фрейкин З. Г. Пустыни. — М.  : Мысль, 1986. — 320 с. — (Природа мира)
- (рос.) Власова Т. В. Физическая география материков. С прилегающими частями океанов. Евразия, Северная Америка. — 4-е, перераб. — М. : Просвещение, 1986. — 417 с.
- (рос.) Гвоздецкий Н. А. Карст. — М. : Мысль, 1981. — 214 с. — (Природа мира)
- (рос.) Географический энциклопедический словарь: географические названия / под. ред. А. Ф. Трёшникова. — 2-е изд., доп. — М. : Советская энциклопедия, 1989. — 585 с. — ISBN 5-85270-057-6.
- (рос.) Исаченко А. Г., Шляпников А. А. Ландшафты. — М. : Мысль, 1989. — 504 с. — (Природа мира) — ISBN 5-244-00177-9.
- (рос.) Каплин П. А., Леонтьев О. К., Лукьянова С. А., Никифоров Л. Г. Берега. — М. : Мысль, 1991. — 480 с. — (Природа мира) — ISBN 5-244-00449-2.
- (рос.) Словарь современных географических названий / под общей редакцией акад. В. М. Котлякова. — Екатеринбург : У-Фактория, 2006.
- (рос.) Литвин В. М., Лымарев В. И. Острова. — М. : Мысль, 2010. — 288 с. — (Природа мира) — ISBN 978-5-244-01129-6.
- (рос.) Лобова Е. В., Хабаров А. В. Почвы. — М. : Мысль, 1983. — 304 с. — (Природа мира)
- (рос.) Максаковский В. П. Географическая картина мира. Книга I: Общая характеристика мира. — М. : Дрофа, 2008. — 495 с. — ISBN 978-5-358-05275-8.
- (рос.) Максаковский В. П. Географическая картина мира. Книга II: Региональная характеристика мира. — М. : Дрофа, 2009. — 480 с. — ISBN 978-5-358-06280-1.
- (рос.) Катар // Поспелов Е. М. Топонимический словарь. — М. : АСТ, 2005. — 229 с. — ISBN 5-17-016407-6.
- (рос.) Пфеффер П. Азия. — М. : Прогресс, 1982. — 316 с. — (Континенты, на которых мы живем)
- (рос.) География / под ред. проф. А. П. Горкина. — М. : Росмэн-Пресс, 2006. — 624 с. — (Современная иллюстрированная энциклопедия) — ISBN 5-353-02443-5.
- (рос.) Физико-географический атлас мира. — М. : Академия наук СССР и Главное управление геодезии и картографии ГУГК СССР, 1964. — 298 с.
- (рос.) Энциклопедия стран мира / глав. ред. Н. А. Симония. — М. : НПО «Экономика» РАН, отделение общественных наук, 2004. — 1319 с. — ISBN 5-282-02318-0.